# Chile
Chile, hivatalosan a Chilei Köztársaság (spanyolul: República de Chile) független köztársaság Dél-Amerikában, az Andok hegyvonulatai és a Csendes-óceán között, észak–déli irányban hosszan elnyúlva. Nyugatról az óceán, északról Peru, északkeletről Bolívia, keletről Argentína, délről pedig a Drake-átjáró határolja.
Chile fejlődő ország, magas jövedelmű gazdasággal. Dél-Amerika gazdaságilag és társadalmilag legstabilabb nemzetei közé tartozik, és Latin-Amerikában élen jár a versenyképesség, az egy főre jutó jövedelem, a globalizáció, a gazdasági szabadság rangsorában. Latin-Amerika egyik legfejlettebb és legdemokratikusabb országa, 2021-ben (Uruguay után) a 2. legkevésbé korrupt országa.

## Földrajz

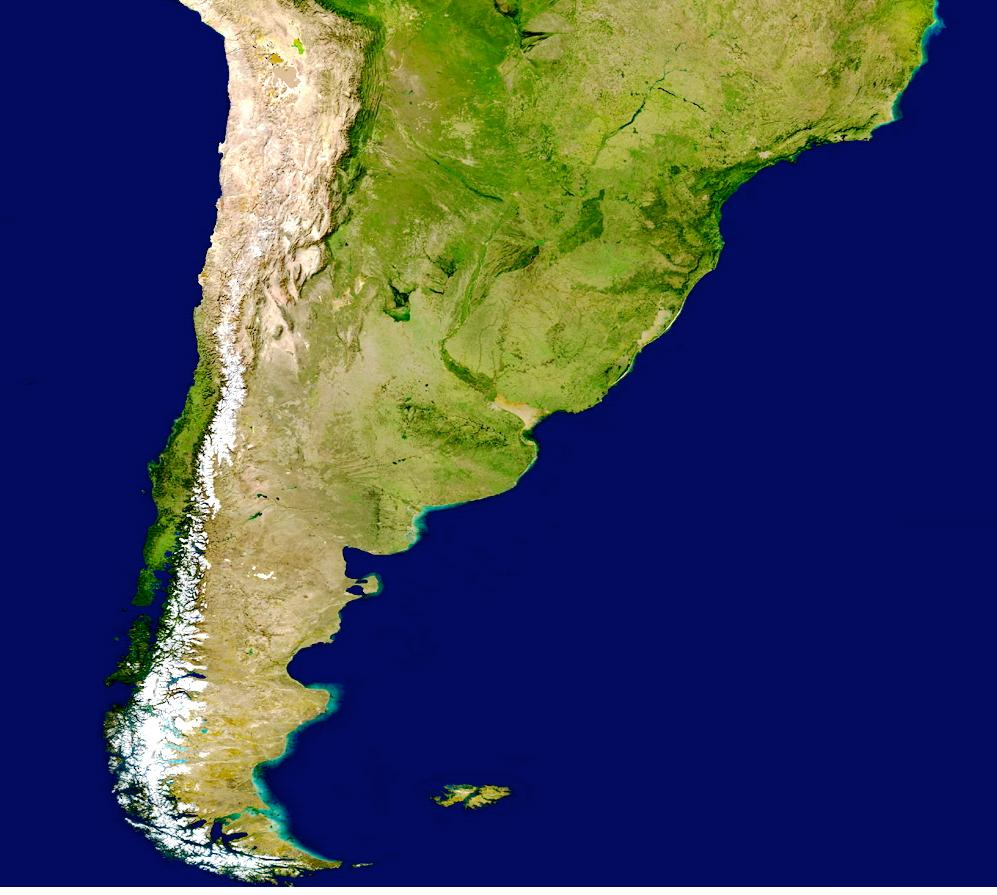
A térség műholdas képe
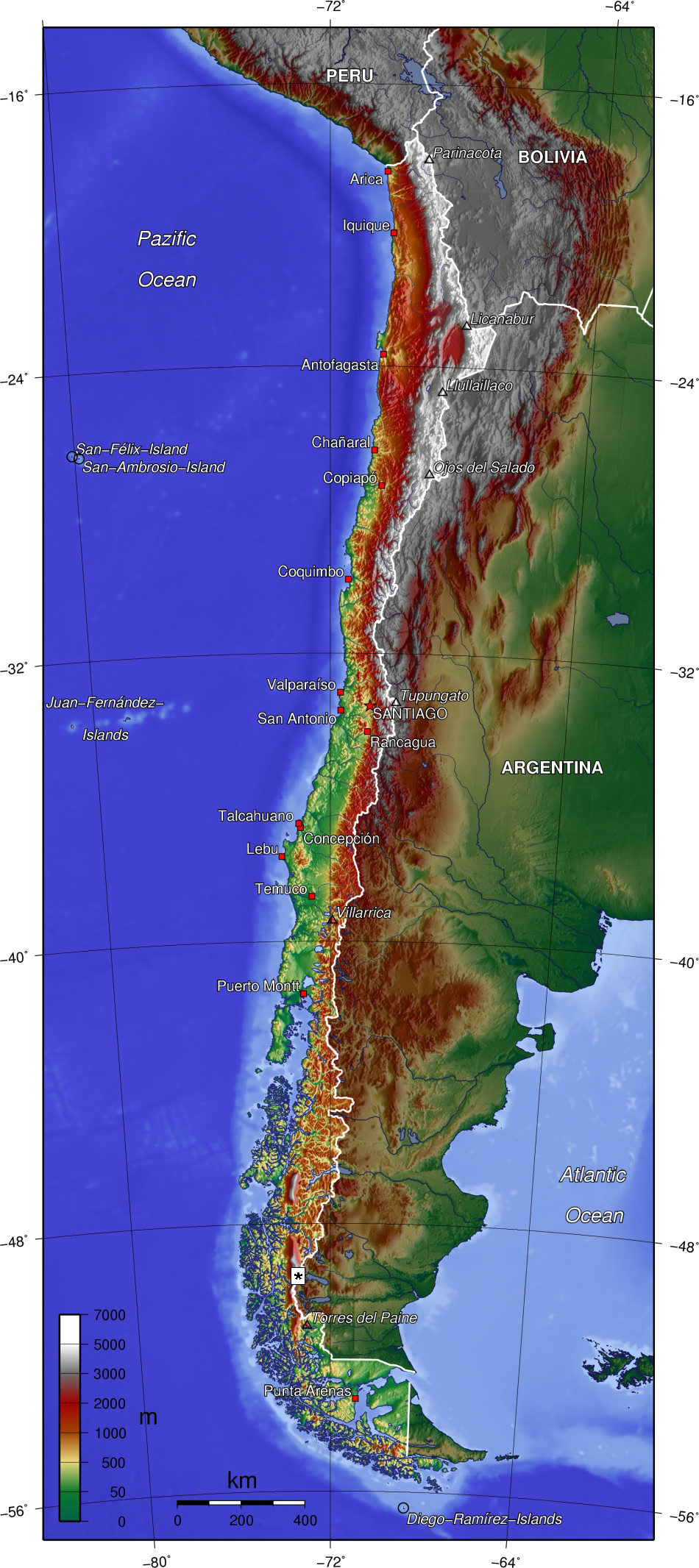
Domborzati térkép
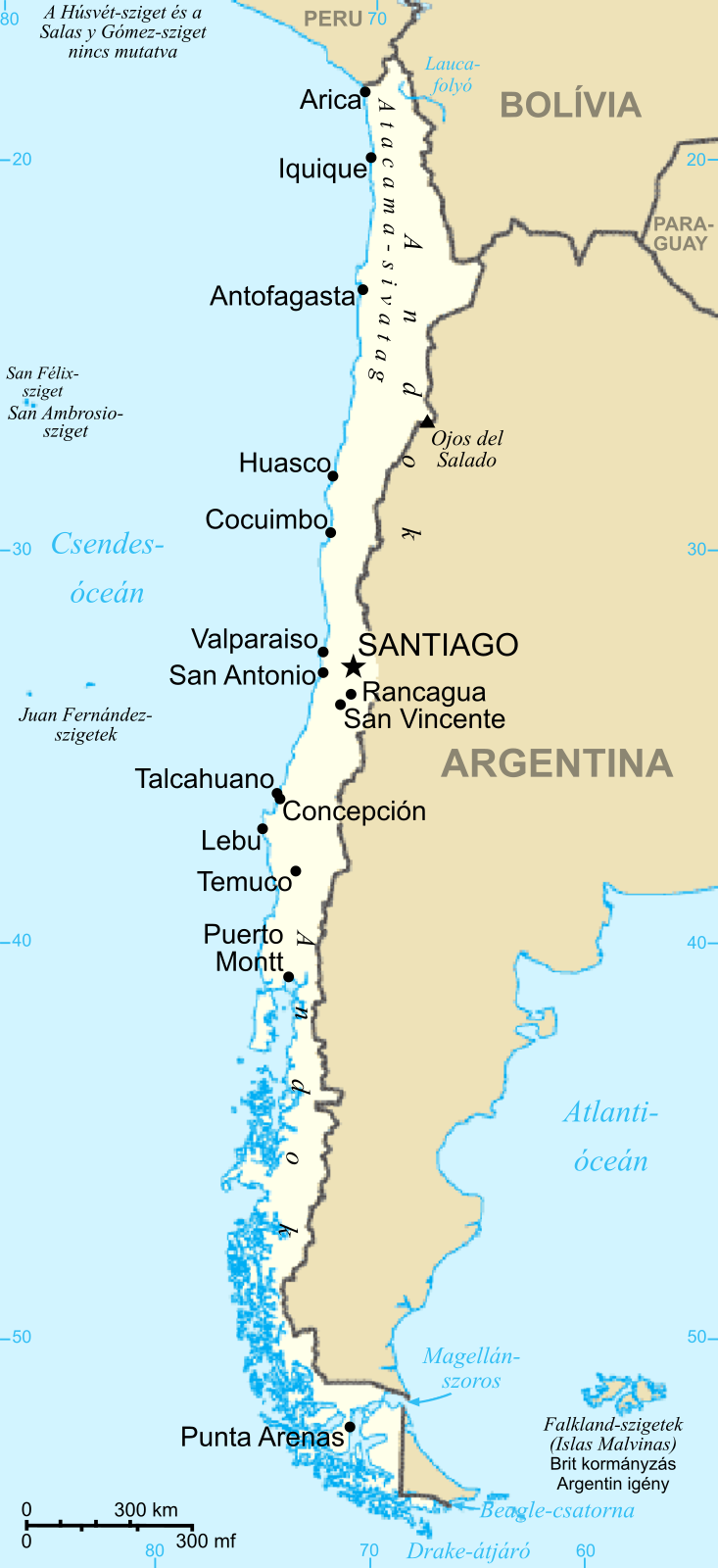
Főbb települések

### Fekvése, határai
Az ország egész területe a Csendes-óceán keskeny partvonala az Andok nyugati oldalán helyezkedik el. Chilét nyugatról végig az óceán határolja. Délen az amerikai kontinens legdélebbi pontjáig nyúlik le, itt egy nagyon rövid részen kiér az Atlanti-óceánra is a Magellán-szoros keleti oldalán, illetve a legdélibb részek tulajdonképpen az Atlanti- és a Csendes-óceán határán találhatóak.
Szárazföldön északon Peruval határos, északkeleten Bolíviával és keleten Argentínával.
Magáénak tekinti az Antarktisz egy 1 250 000 km²-es területét. Ezt más országok nem ismerik el.

### Domborzata
Északon a Atacama-sivatag ásványokban gazdag, főleg rézben és foszfátban. A központi völgy, ahol Santiago de Chile is fekszik, viszonylag kicsi, itt tömörül a lakosság és a mezőgazdasági termelés. Ez a vidék Chile történelmi központja, az ország innen terjeszkedett a 19. század második felében és integrálta az északi és a déli vidékeket. Dél-Chile erdőkben és legelőkben gazdag, jellegzetes tájképi elemei a vulkánok és a tavak. A déli part fjordok, szigetek, tengerszorosok labirintusa, amelyek félszigeteket és szigeteket alakítottak ki. Az ország keleti határa az Andok. Az észak–déli irányú kiterjedést számítva Chile a leghosszabb ország a Földön.
1888 óta Chiléhez tartoznak Polinézia legkeletibb szigetei, a Húsvét-sziget és a Sala-y-Gómez-sziget. Része még Chilének a partok előtt 600 km-re fekvő Juan Fernandez-szigetek, benne Robinson Crusoe szigete, valamint chilei külső országrész a lakatlan Desventurados-szigetek és a Chilei antarktiszi terület, ahol tudományos kutatóállomás teljesít szolgálatot. A Húsvét-sziget manapság Chile tartománya. Sala y Gómez szigetcsoport kisebb szigetei, San Ambrosio és San Felix szintén Chiléhez tartoznak, de csak helyi halászok laknak ott szezonálisan. Ezek a szigetek azért nevezetesek, mert ezekre hivatkozva terjeszti ki Chile a területi vizeit messze a Csendes-óceánra.
Chile legmagasabb hegyei a következők:
- Nevado Ojos del Salado, 6880 m (Región de Atacama)
- Cerro Tupungato, 6800 m (Región Metropolitana)
- Volcán Llullaillaco, 6739 m (Región de Antofagasta)
- Volcán Parinacota, 6342 m (Región de Tarapacá)
- Volcán Licancábur, 5916 m (Región de Antofagasta)
- Descabezado Grande, 3830 m (Región del Maule)
- Torres del Paine, 2800 m (Región de Magallanes y de la Antártica Chilena)
- Volcán Villarrica, 2840 m (Región de la Araucanía)
- Osorno, 2652 m (Región de los Lagos)
- Volcán Cerro Hudson, 1905 m (Región de Aysén

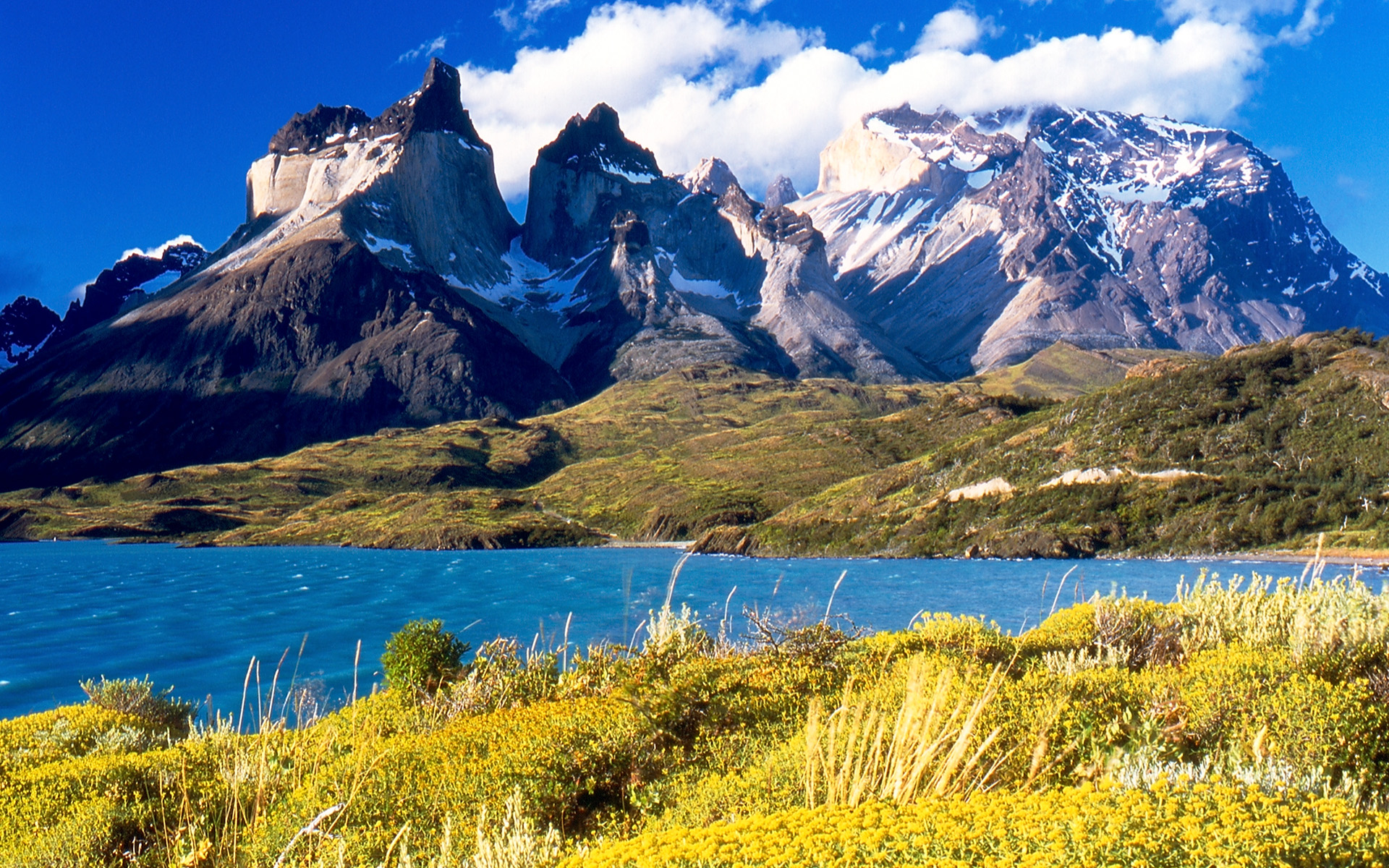
A Torres del Paine Nemzeti Park
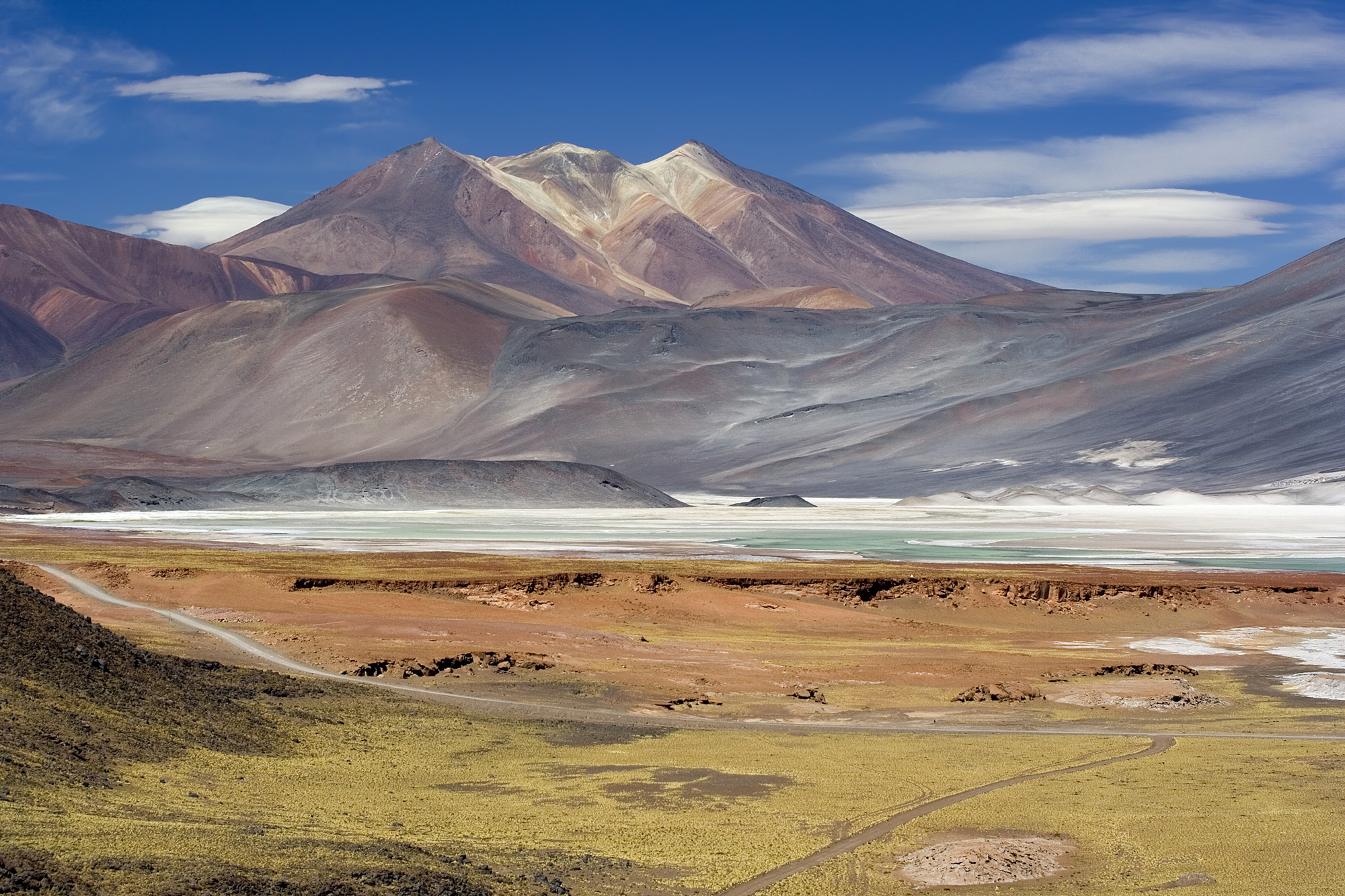
Az Atacama-sivatag a Cerros de Incahuasi hegységgel
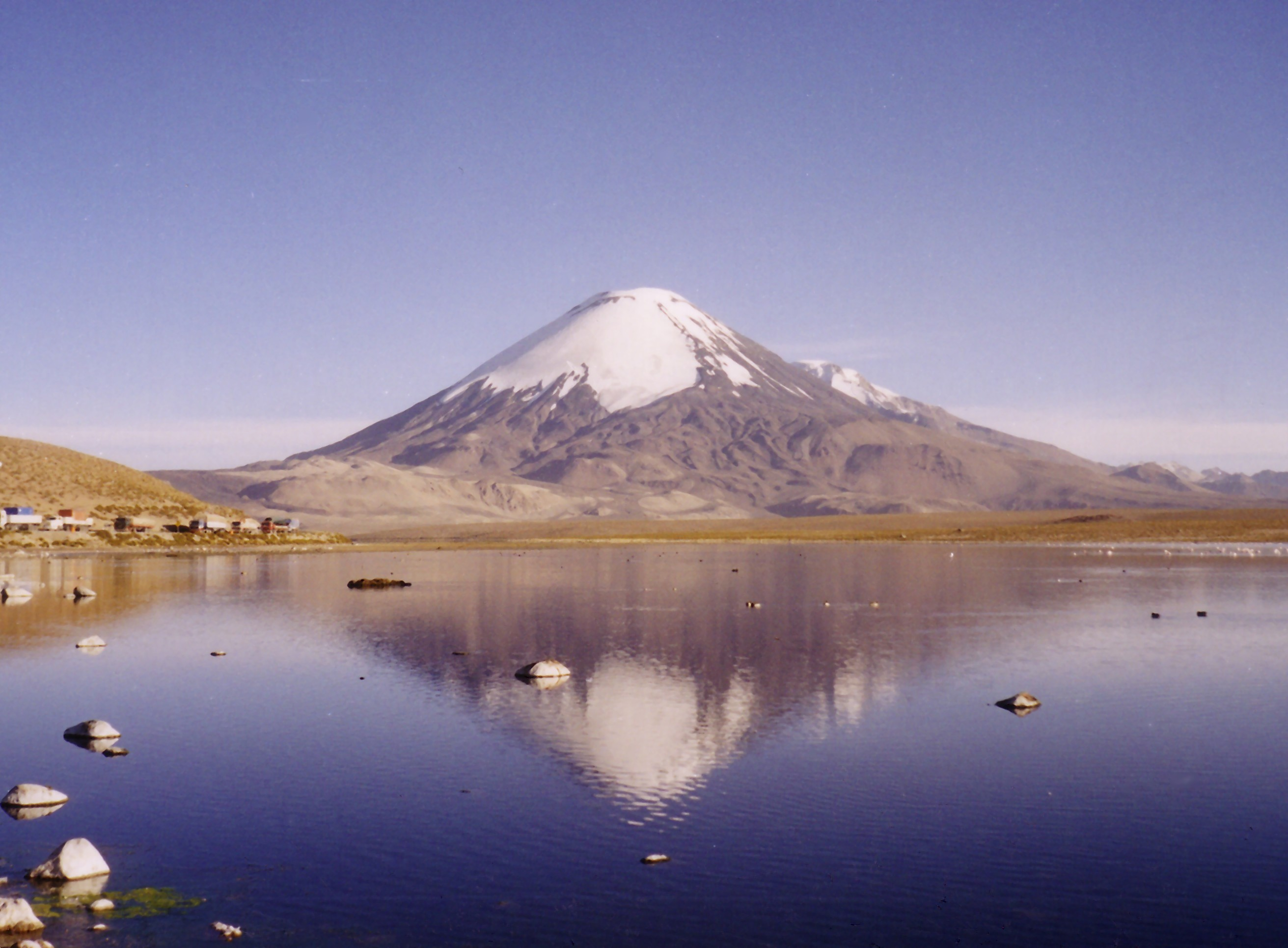
A Chungará-tó
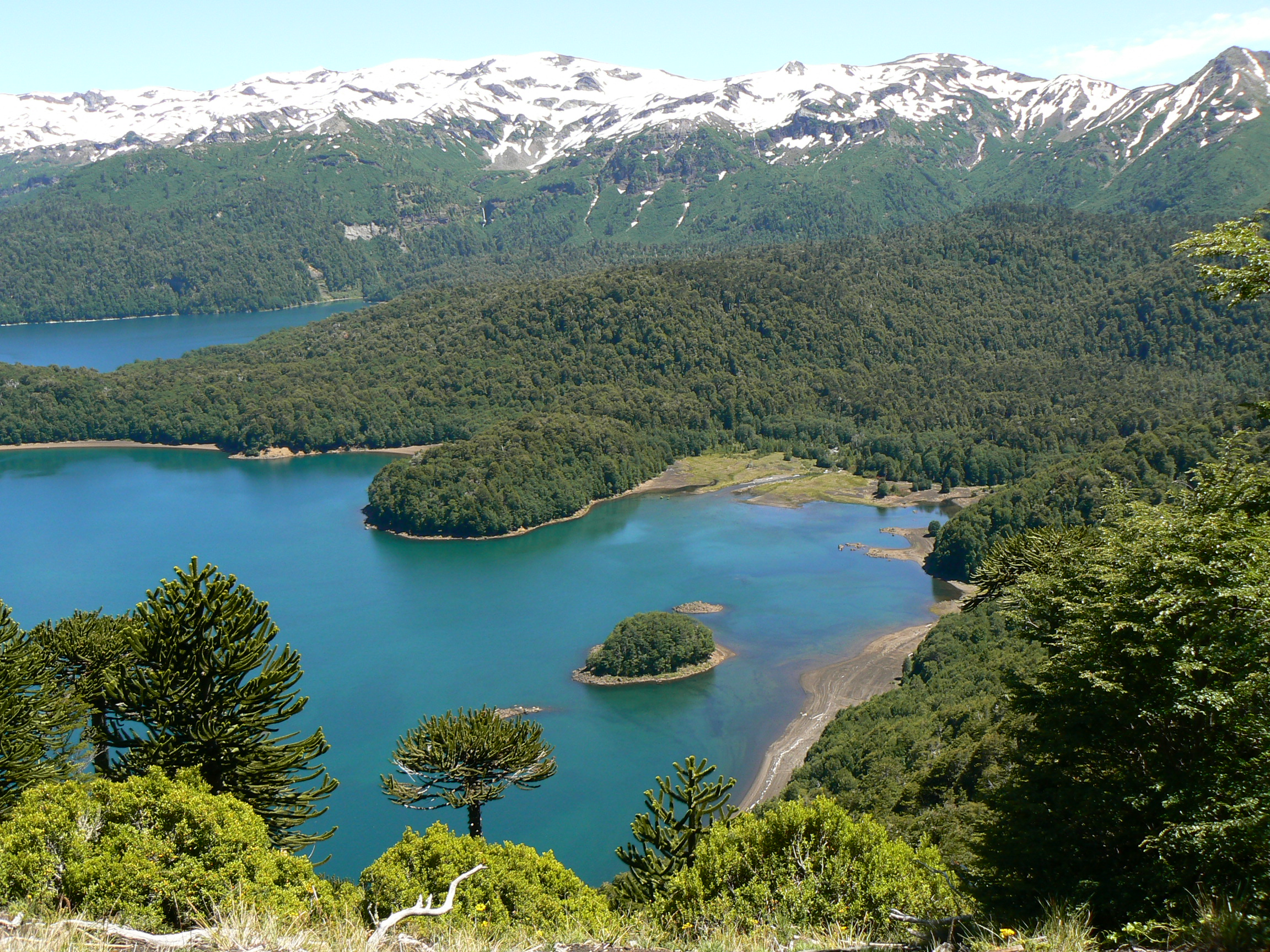
A Conguillío-tó a Conguillío Nemzeti parkban
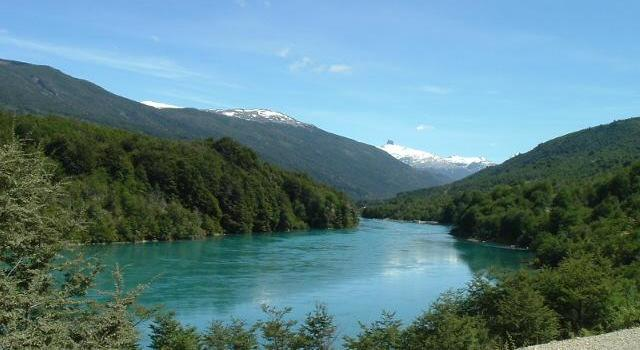
A Río Baker folyó
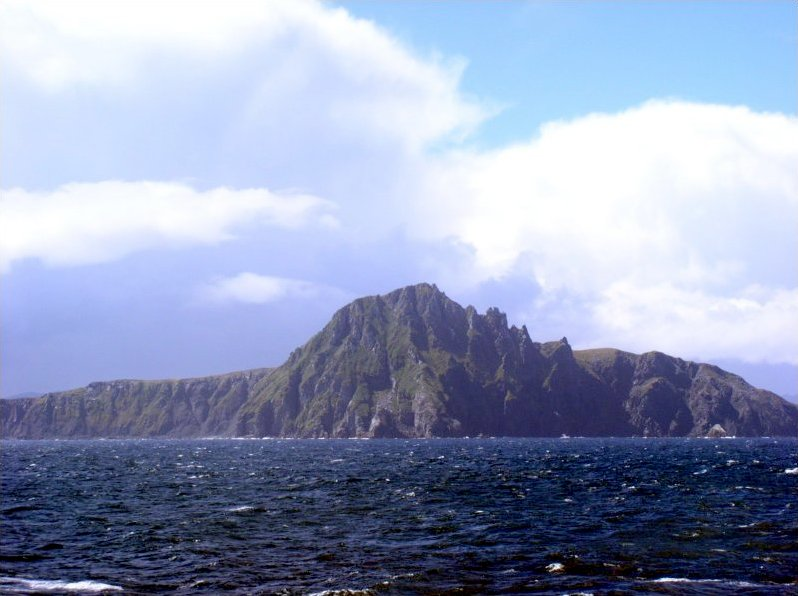
A Horn-fok, az ország és a kontinens legdélebbi pontja
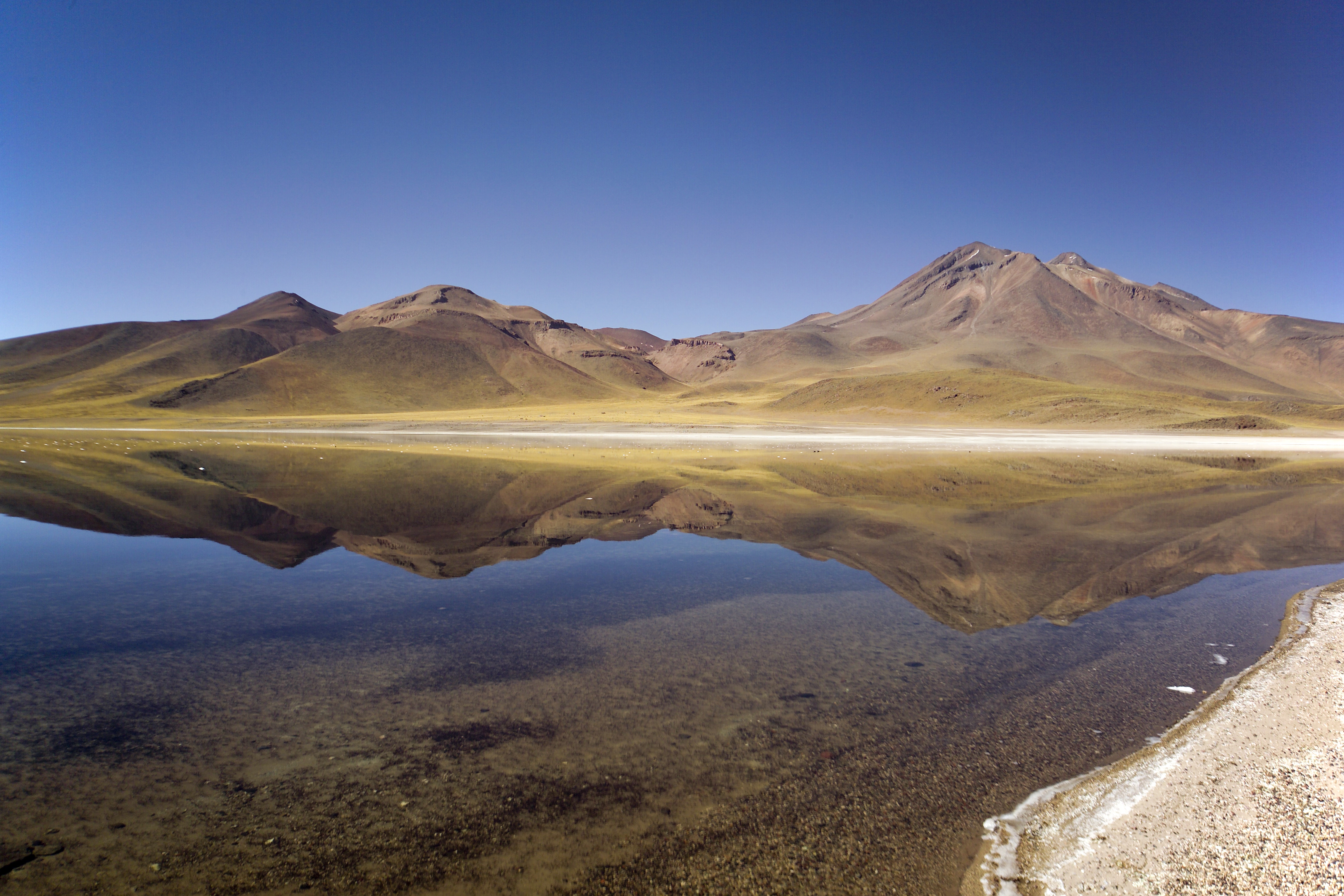
A Miscanti-tó, Antofagasta régió

### Vízrajz
A folyók az Andokból folynak a Csendes-óceánba kelet–nyugati irányban, keresztül Chilén, tehát rövidek. A déli glaciális vidéken a fjordok mellett nagy tavak is kialakultak a legutóbbi jégkorszakban.
Chile folyói:
- Río Lauca, 160 km, (Región de Tarapacá)
- Río Lluta, 167 km, (Región de Tarapacá)
- Río Loa, 443 km, (Región de Antofagasta)
- Río Copiapó, 162 km, (Región de Atacama)
- Río Elqui, 170 km, (Región de Coquimbo)
- Río Choapa, 160 km, (Región de Coquimbo)
- Río Aconcagua, 142 km, (Región de Valparaíso)
- Río Maipo, 250 km, (Región Metropolitana/ Región de Valparaíso)
- Río Mapocho, 120 km, (Región Metropolitana)
- Río Cachapoal, 172 km, (Región O´Higgins)
- Río Maule, 240 km, (Región Maule)
- Río Biobío, 380 km, (Región del Biobío)
- Río Imperial, 52 km, (Región de la Araucanía)

Chile tavai:
Északon a Sós-tavak fekszenek, melyeknek legnagyobbika a Salar de Atacama (3000 km²). Tőle még északibb irányban terül el a világ egyik legmagasabb fekvésű tava, a Lago Chungará (21,5 km²), 4500 m-rel a tengerszint felett.
A nagyobb és tájképileg szebb tavak Temuco városától délkelet felé Puerto Montt irányában a következők:
- Lago Colico, 56 km², (Región de la Araucanía)
- Lago Caburga, 51 km², (Región de la Araucanía)
- Lago Villarrica, 176 km², (Región de la Araucanía)
- Lago Calafquén, 120 km², (Región de la Araucanía, Región de los Lagos)
- Lago Panguipulli, 116 km², (Región de los Lagos)
- Lago Riñihue, 77 km², (Región de los Lagos)
- Lago Ranco, 401 km², (Región de los Lagos)
- Lago Puyehue, 156 km², (Región de los Lagos)
- Lago Rupanco, 223 km², (Región de los Lagos)
- Llanquihue-tó, 860 km², (Región de los Lagos)

Délen terül el a legnagyobb chilei tó, a General Carrera-tó (970 km², Aysén), ami keleten átnyúlik Argentínába is, ahol a Buenos Aires-tó nevet viseli. A legnagyobb mesterséges víztározó a Colbún-tó.

### Éghajlat

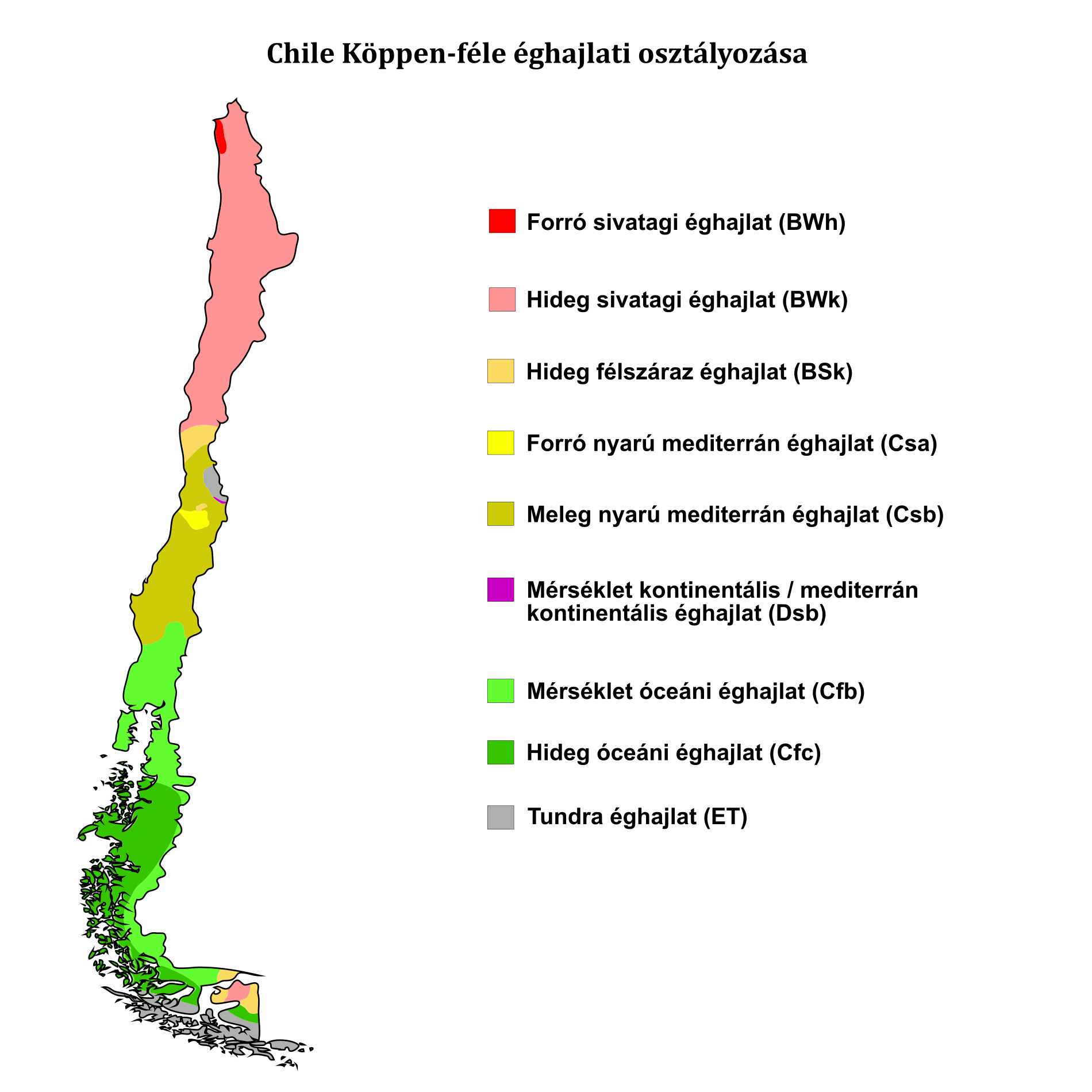
Éghajlati térkép Köppen osztályozásán (angolul)

Az ország nagy észak–déli kiterjedéséből következően az időjárás és az éghajlat igen változatos, nehéz általánosságban beszélni róla. 
- északon sivatagi az éghajlat,
- délkeleten tundrák és gleccserek vannak,
- déli részén óceáni az éghajlat,
- a középső, sűrűn lakott vidékeken mediterrán,
- a Chiléhez tartozó, de tőle közel 4000 km-re fekvő Húsvét-sziget éghajlata nedves szubtrópusi.

| Chile-i települések éghajlati diagramja (északról dél felé) piros vonal: hőmérséklet, kék oszlopok: csapadék | Chile-i települések éghajlati diagramja (északról dél felé) piros vonal: hőmérséklet, kék oszlopok: csapadék | Chile-i települések éghajlati diagramja (északról dél felé) piros vonal: hőmérséklet, kék oszlopok: csapadék | Chile-i települések éghajlati diagramja (északról dél felé) piros vonal: hőmérséklet, kék oszlopok: csapadék | Chile-i települések éghajlati diagramja (északról dél felé) piros vonal: hőmérséklet, kék oszlopok: csapadék | Chile-i települések éghajlati diagramja (északról dél felé) piros vonal: hőmérséklet, kék oszlopok: csapadék |
| Arica | Île de Pâques                                                                                                | Santiago | Valdivia | Punta Arenas                                                                                                 | Villa Las Estrellas                                                                                          |
| --- | --- | --- | --- | --- | --- |
| | | | | | |
| d. sz. 18° 29′, ny. h. 70° 20′18.483333°S 70.333333°W 58 m                                                   | d. sz. 27° 09′, ny. h. 109° 25′27.150000°S 109.416667°W 51 m                                                 | d. sz. 33° 23′, ny. h. 70° 47′33.383333°S 70.783333°W 475 m                                                  | d. sz. 39° 48′, ny. h. 73° 14′39.800000°S 73.233333°W 19 m                                                   | d. sz. 53° 00′, ny. h. 70° 51′53.000000°S 70.850000°W 37 m                                                   | d. sz. 62° 12′, ny. h. 58° 57′62.200000°S 58.950000°W 10 m                                                   |
| sivatagi éghajlat                                                                                            | szubtropikus éghajlat                                                                                        | mediterrán éghajlat                                                                                          | óceáni éghajlat                                                                                              | hideg óceáni (szubpoláris) éghajlat                                                                          | sarkvidéki éghajlat                                                                                          |

Az ország legnagyobb részén négy évszak figyelhető meg: a nyár decembertől februárig, az ősz márciustól májusig, a tél júniustól augusztusig és a tavasz szeptembertől novemberig.

### Növény- és állatvilág

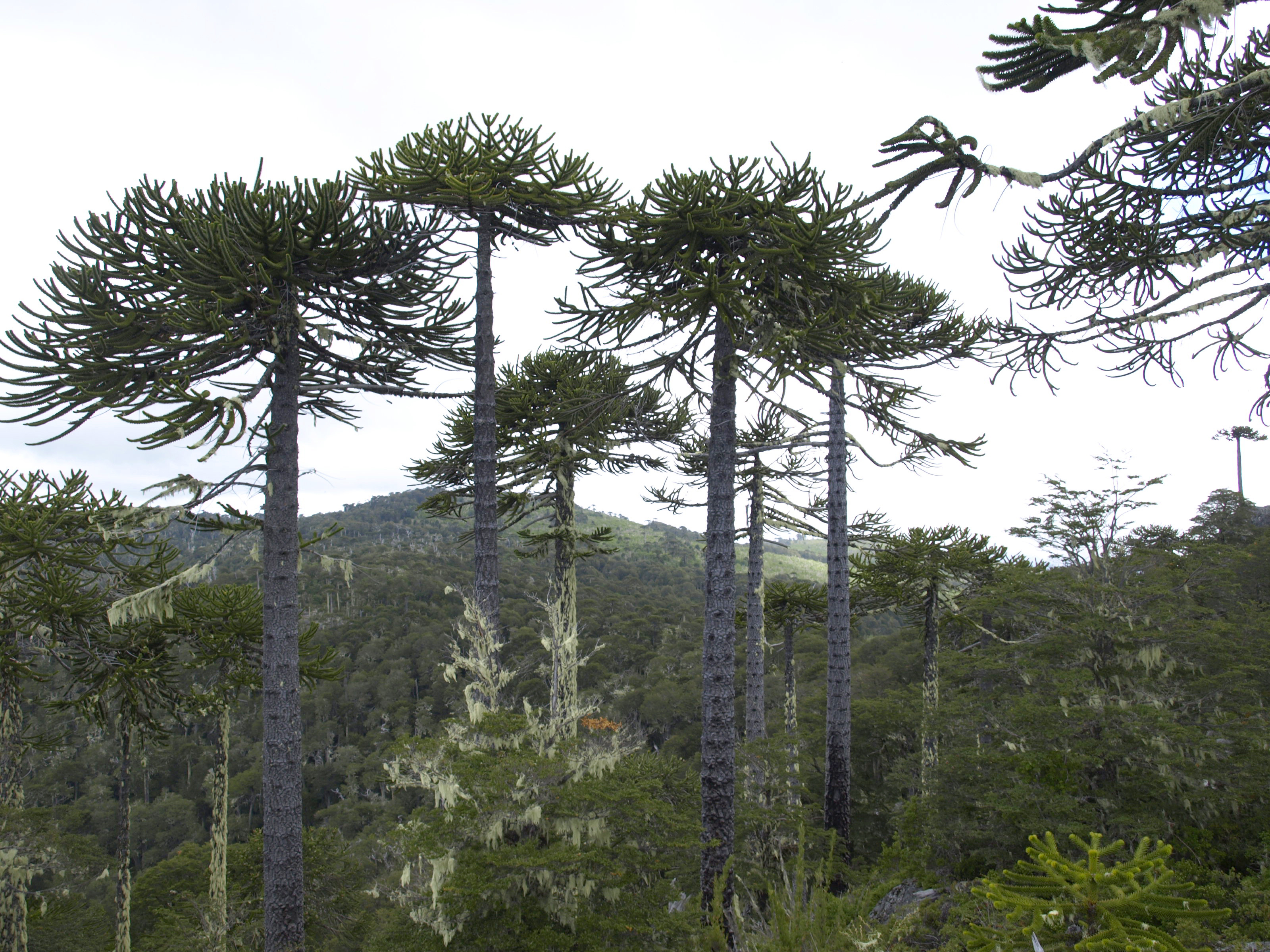
Chilei araukária
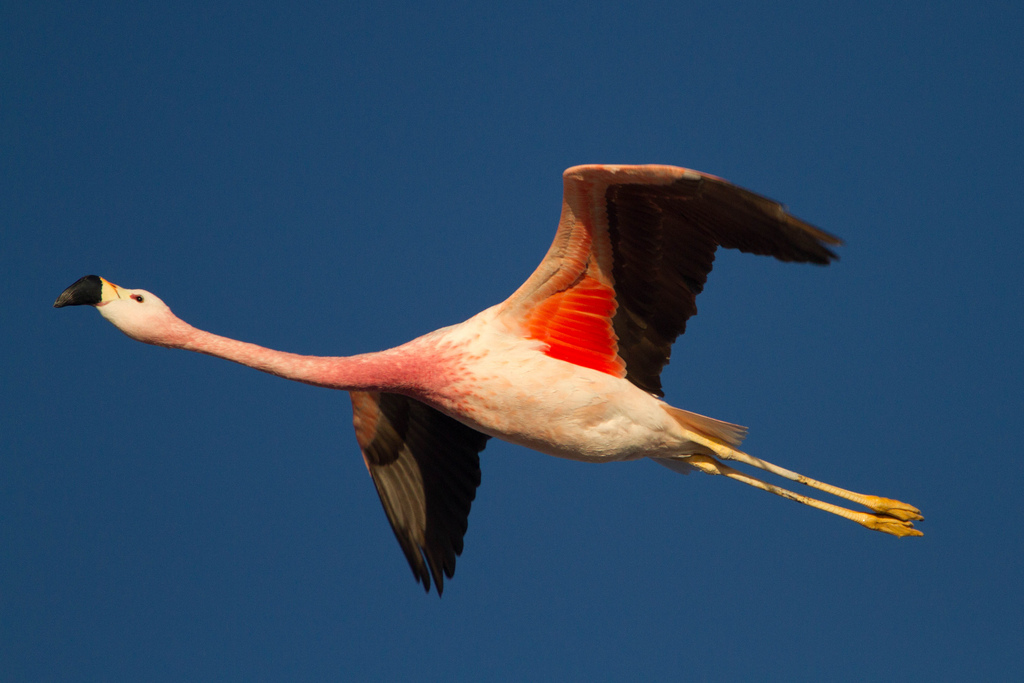
Chilei flamingó
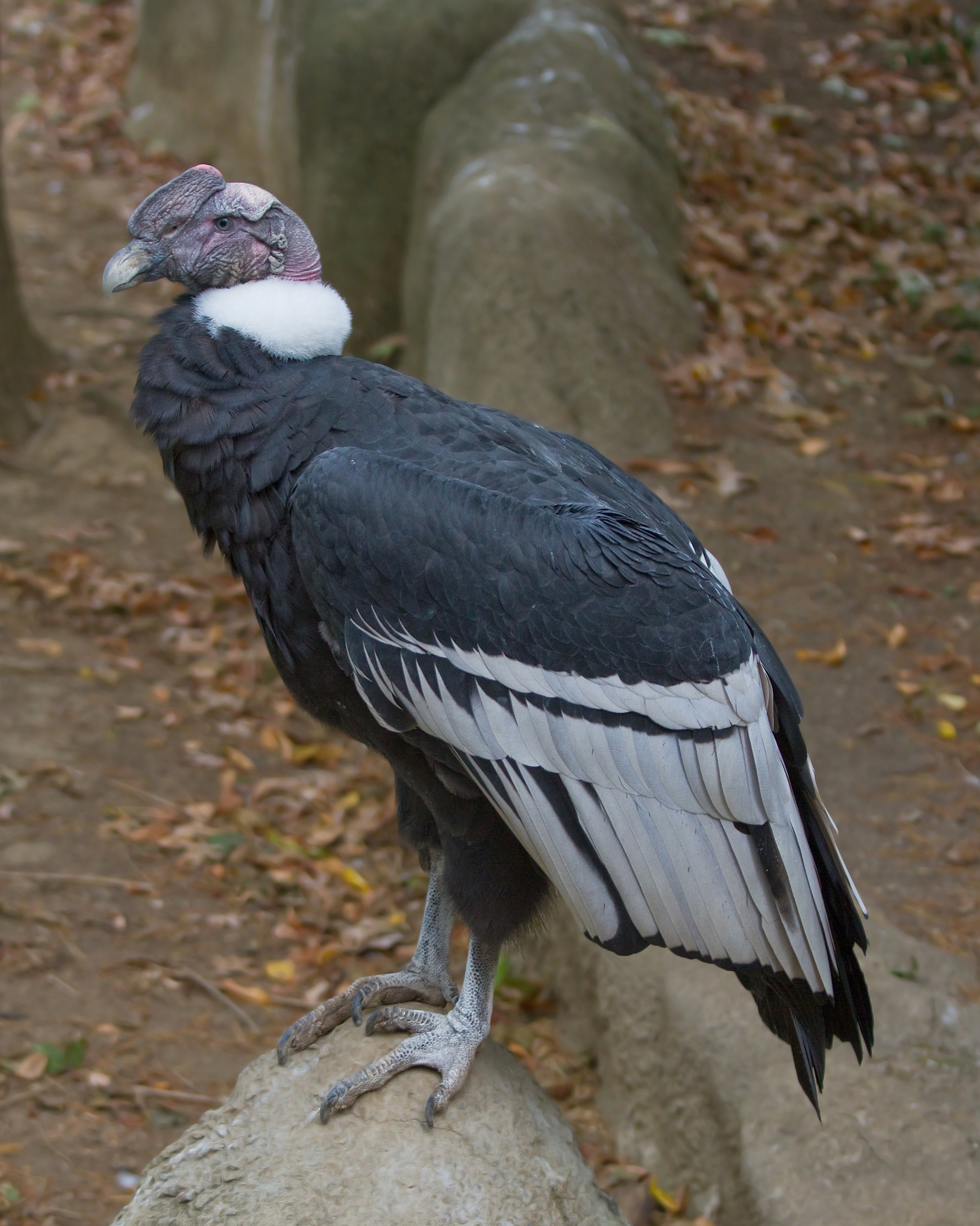
Andoki kondor
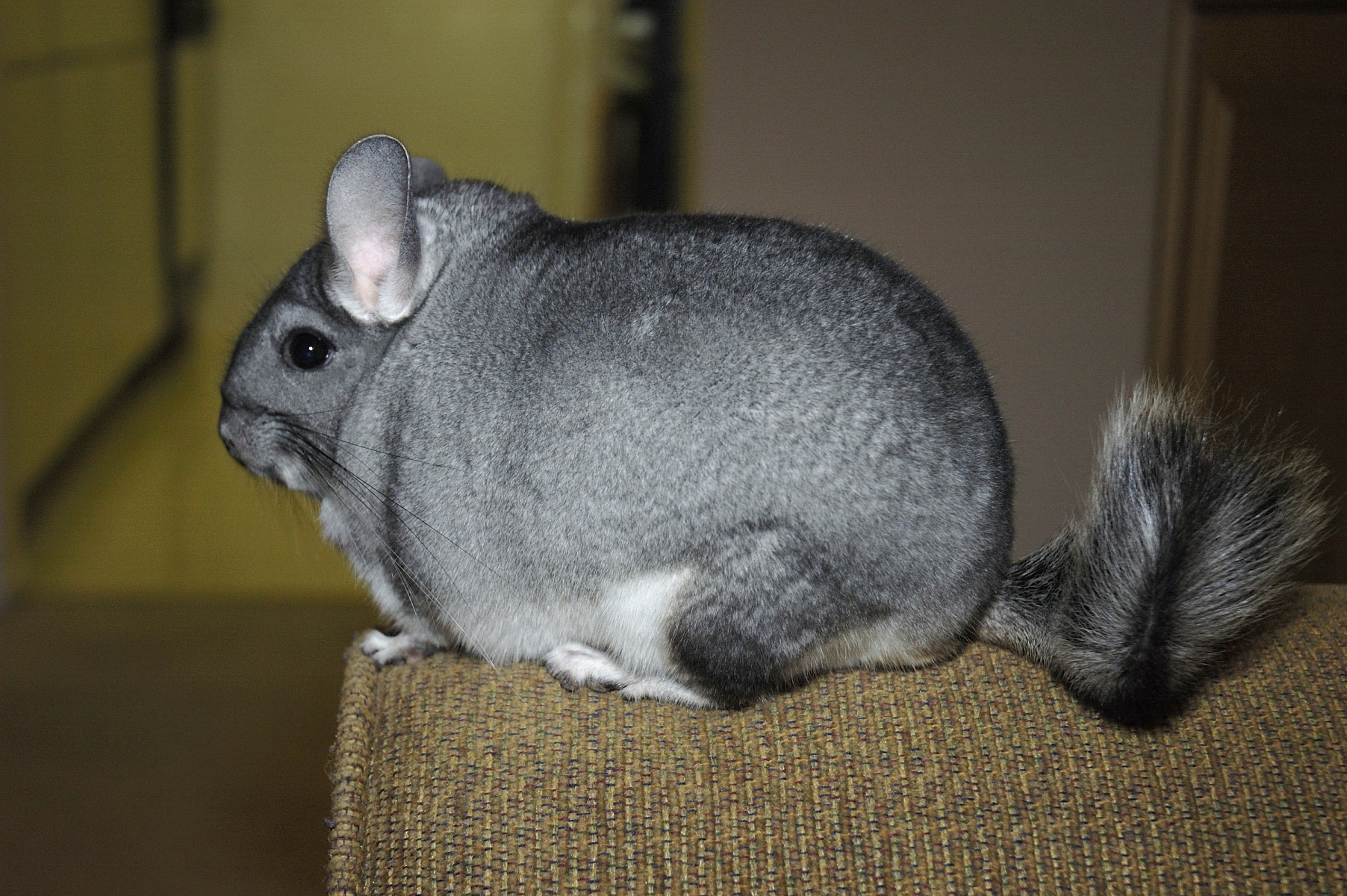
Csincsilla
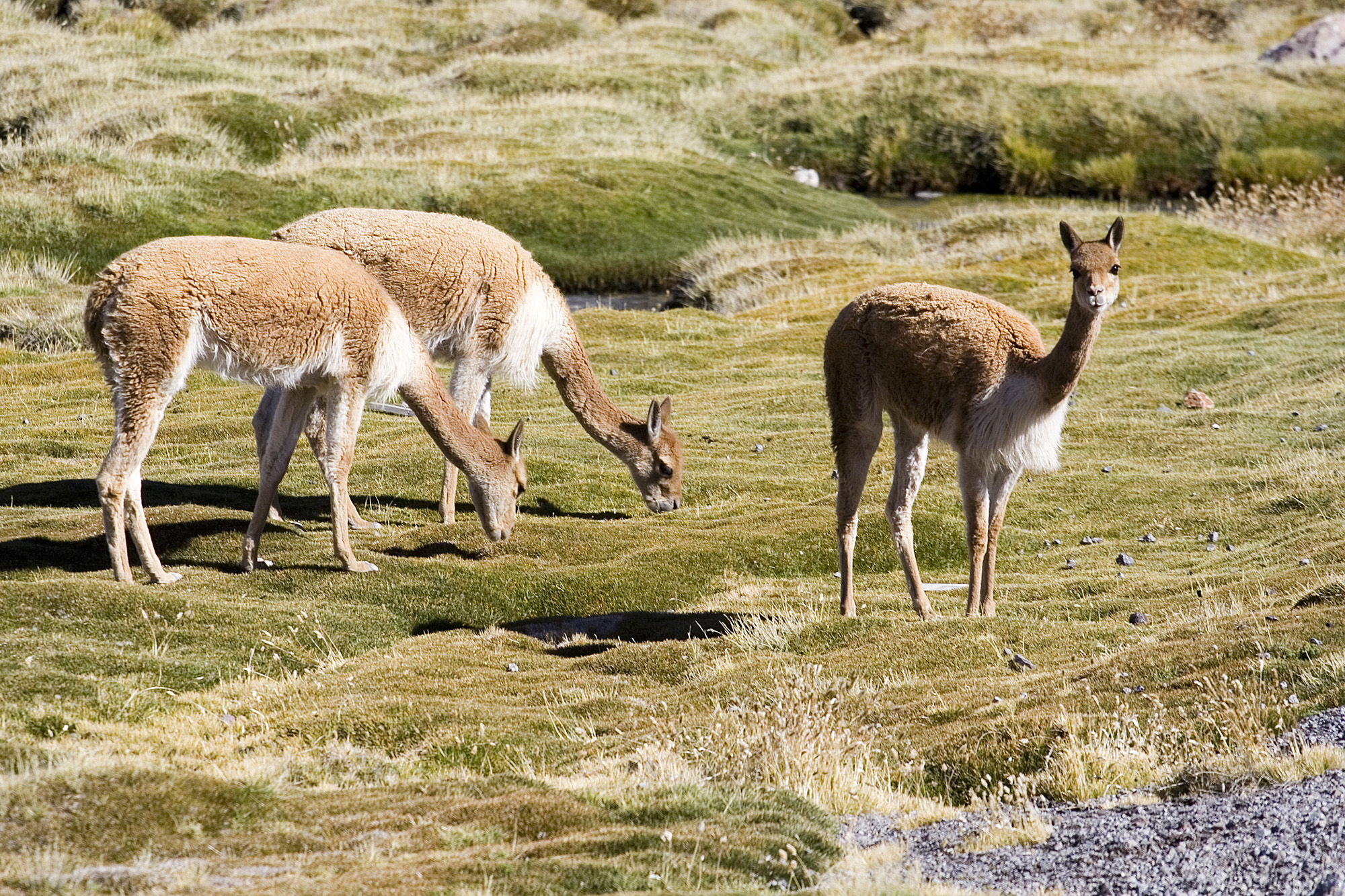
Vikunya
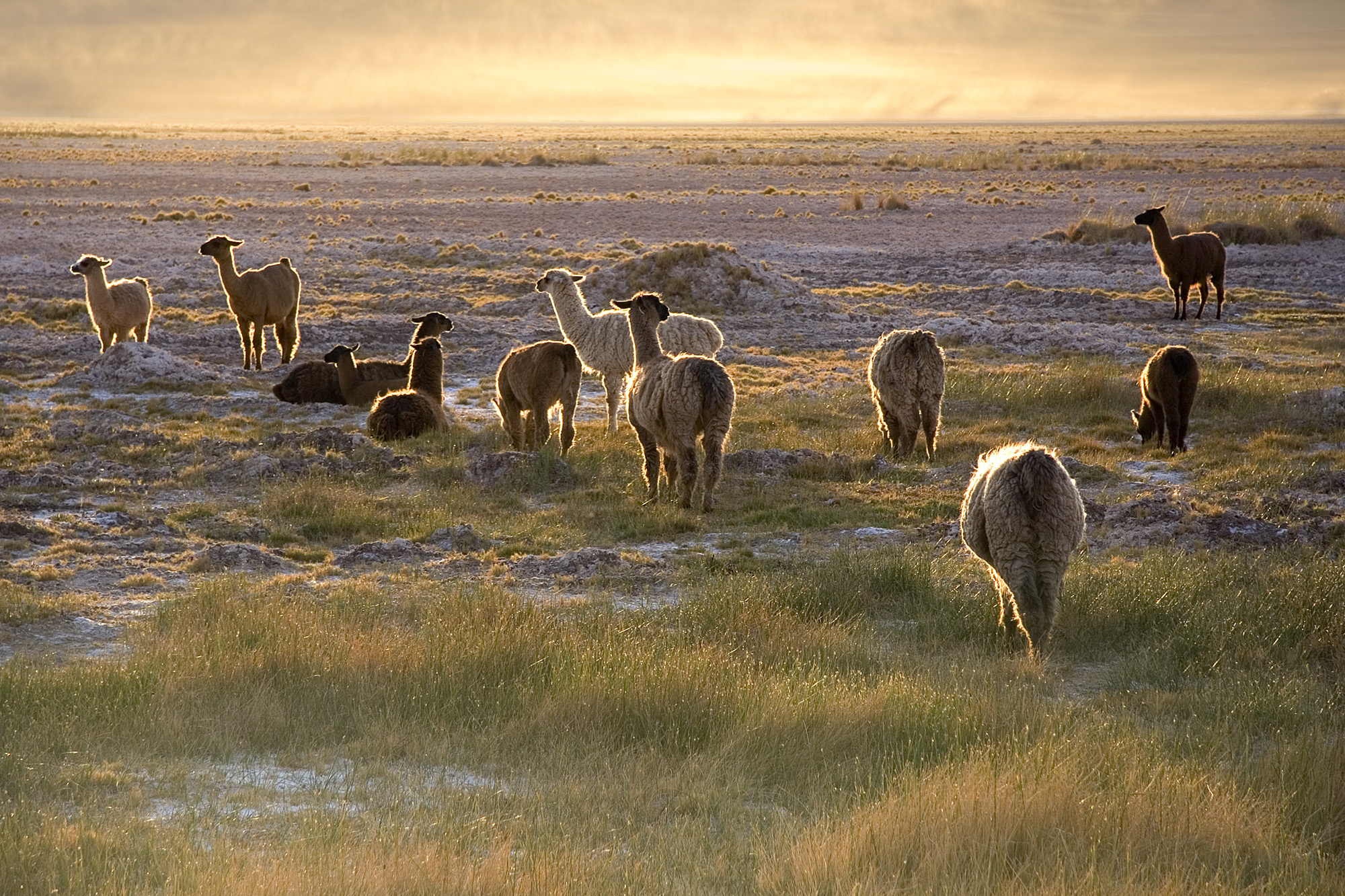
Láma
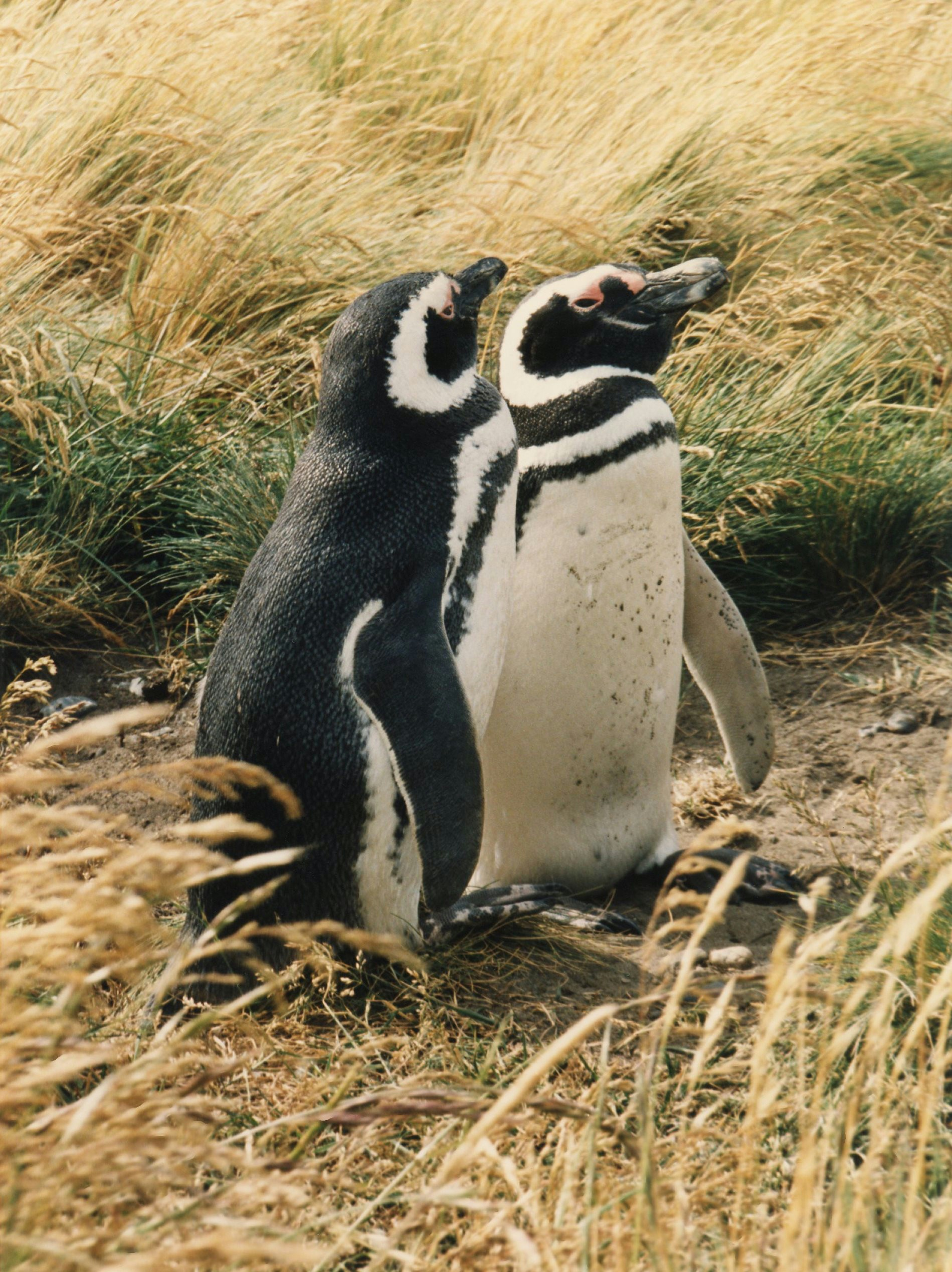
Magellán-pingvin
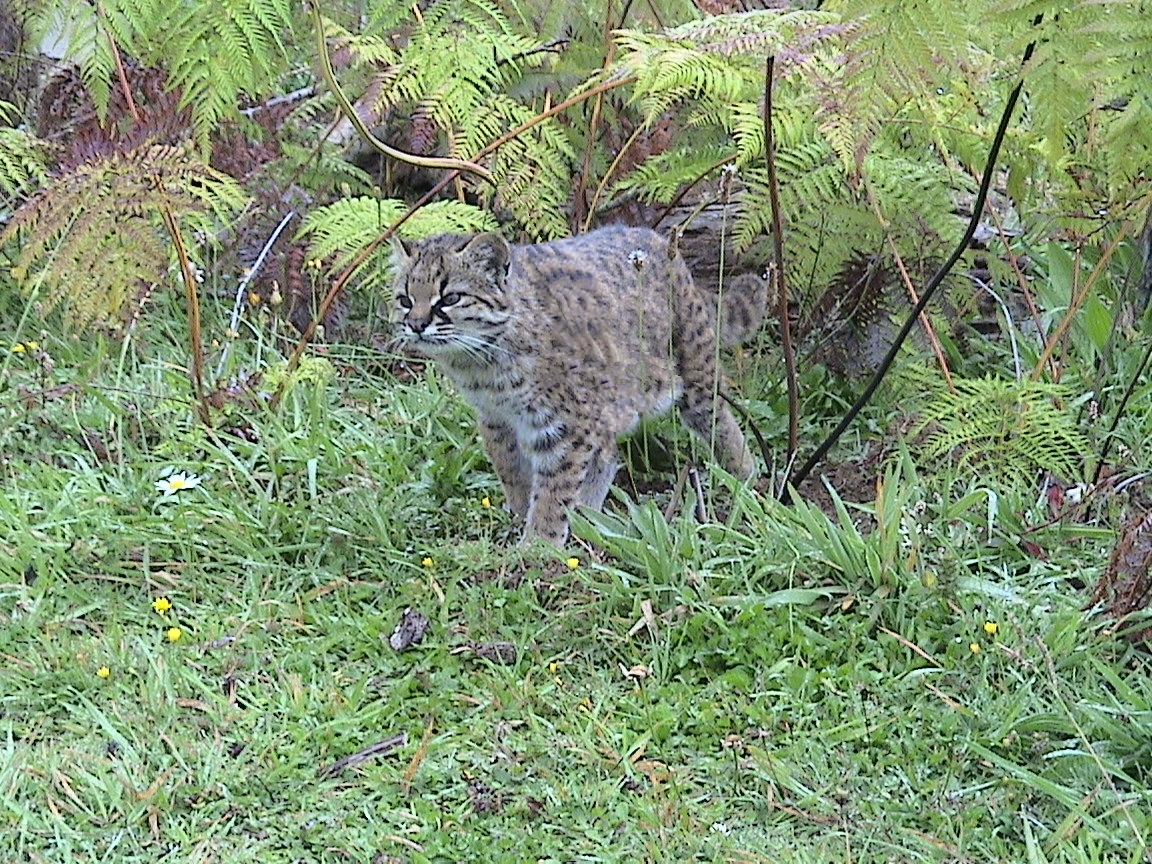
Kodkod
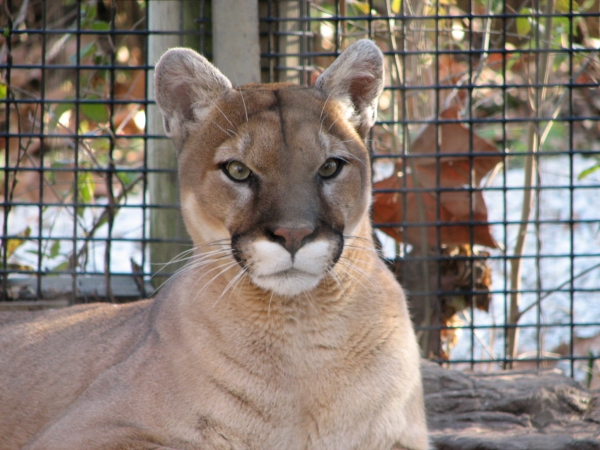
Puma
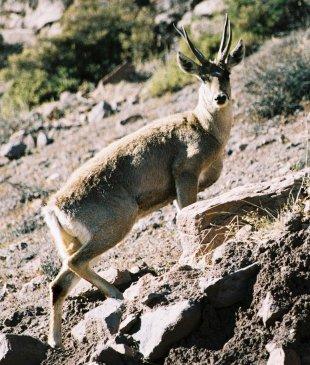
Chilei villásszarvas
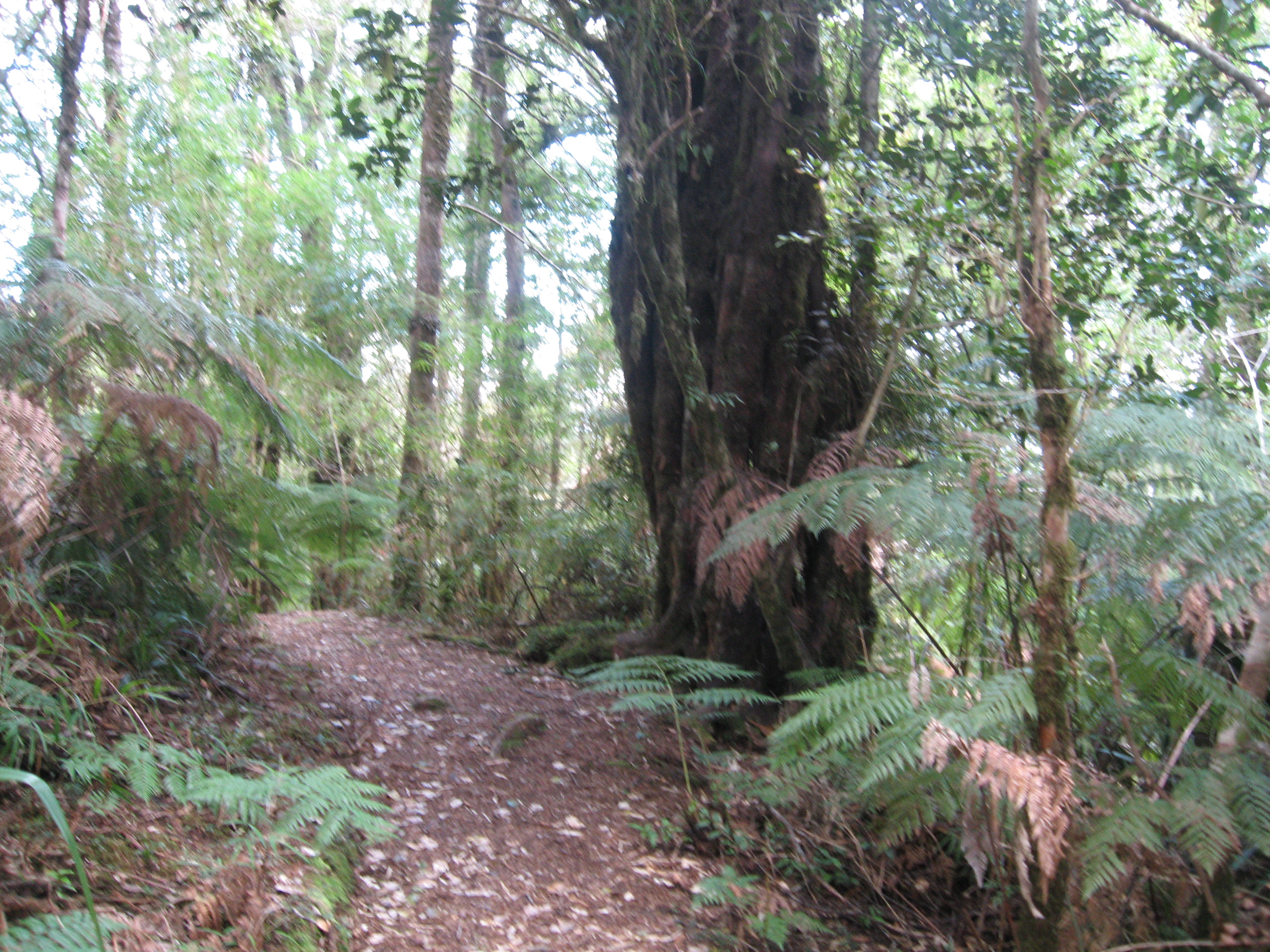
Mérsékelt övi esőerdő az Oncol természetvédelmi területenP

### Környezetvédelem
Az országban jelenleg 32 nemzeti park van.

### Környezeti problémák és környezetszennyezés
A környezeti problémák közé tartozik az erdőirtás, a vízhiány, a levegő-, víz-, talajszennyezés, a talajerózió, az éghajlatváltozás és a biodiverzitás csökkenése.
Chile a világ egyik legfontosabb bányászati tevékenységgel rendelkező országa, és a nagyfokú bányászat is fontos környezeti kihívást jelent. Különösen jelentős hatás érte az Atacama-sivatagot, amely a világ egyik legszárazabb régiója. A bányászat nagy mennyiségű vizet igényel, és ennek nagy része a talajvízkészletből származik. A bányászati tevékenységből származó por is felgyorsítja az andoki gleccserek hóolvadását. Ez is jelentős terhet ró a vízellátására, ami károsítja az Atacama közösségeit. Egy másik szennyezési forrás a lítium bányászata a régióban, amely hatással van a helyi flamingópopulációra is.
Az Atacama-sivatagban olyan méretű szeméttelepet hozak létre az importált használt ruhákból, amely az űrből, sőt a Holdról is látszik. Ezen ruhaszemétnek a lebomlása akár több száz évig is eltart.
Az ipar és a közlekedés légszennyezése és a vízszennyezés különösen kimelkedő a városokban. 1996-ban Chile ipari szén-dioxid-kibocsátása 48,7 millió tonna volt.
A megnövekedett gazdasági tevékenység Chile levegőminőségének romlását eredményezte. Santiago, Chile fővárosa hegyvonulatokkal van körülvéve, ami elősegíti az autók károsanyag-kibocsátásából és az ipari fejlődésből származó szennyező anyagok felhalmozódását a régióban. Santiagóban a kórházak minden évben túlzsúfolódnak a légúti problémák következtében. Itt a levegőszennyezés következtében évente átlagosan 20 ezer ember szenved légúti problémáktól.
Valparaiso tartomány ad otthont az ország legnagyobb magán- és állami kikötőinek, Quinterónak és Valparaiso városának. Ezen a területen erősen légszennyező iparágak vannak jelen, beleértve a rézkohókat, hőerőműveket és erőműveket. Valparaiso tartomány nemzeti áldozati övezetként (área de sacrificio) ismert, ahol magas a nehézfémek és más szennyező anyagok koncentrációja.
A kezeletlen szennyvíz nagy veszélyt jelent a vizekre, majd utóhatásként az élővilágra nézve.
Arica városának vize arzénnal, higannyal, kadmiummal és ólommal erősen szennyezett.

## Történelem
A 15. század közepén a mai Chile északi és középső része az Inka Birodalom fennhatósága alá tartozott. Magellán volt az első európai, aki 1520-ban Chile területére lépett. A 16. század elején a spanyol konkvisztádorok, miután meghódították Perut, behatoltak az általuk Chilének nevezett területre, de a spanyol gyarmatosítók törekvéseit az indián őslakók ellenállása kísérte. A hódítók 1536 és 1541 között az ország nagy részét elfoglalták. Elszigeteltsége miatt Chile csak 1778-ra szerveződött önálló gyarmattá, addig a perui alkirály alárendelt területe volt. Letelepülőket csak a Központi-völgy vonzott, itt alapították meg a mai fővárost, Santiagót 1541-ben.
Spanyolországtól gyakorlatilag 1810-ben lett független, mert a Napóleon által megszállt Spanyolország nem tudta érvényesíteni hatalmát. De a királypártiak és a teljes függetlenség hívei közötti polgárháború csak 1817-ben dőlt el, a függetlenség hívei javára.
A 19. században a chilei társadalom szerkezete még sokat őrzött a gyarmati múltból. Oligarcha családok uralkodtak és mindig is jelentős volt a katolikus egyház befolyása. A köztársaság kiterjesztette területét dél felé az indiánok, észak felé meg Bolívia és Peru rovására az 1879–1883 között megvívott salétromháborúval. Ez utóbbival fontos kikötők és bányák kerültek chilei kézbe, ami a századforduló körüli gazdasági virágzás alapja volt.
A 20. században különböző színezetű polgári és katonai kormányok váltották egymást. Erős baloldali - marxista és nem marxista - mozgalom működött, amelynek a kormánypolitikára is befolyása volt. Salvador Allende elnöksége alatt (1970–1973) marxisták kerültek kormányra, noha nem egyedül, hanem más erőkkel koalícióban. Sokféle marxista jellegű intézkedés mellett államosították a rézbányákat. A rézbányászat a chilei nemzetgazdaság fontos ága, és külföldi, főleg amerikai tőkével működött. Ezért különösen, de a kormány egész irányvonala miatt is az amerikai kormány a CIA-t felhasználva mindent elkövetett a chilei kormány ellehetetlenítésére. Végül 1973 közepén csaknem egyidejűleg léptek sztrájkba az orvosok, a tanárok, a diákok, a teherautó sofőrök, a rézbányászok és a kisvállalkozók. 1973. szeptember 11-én Allendét katonai puccs fosztotta meg a hatalmától. A fegyveres erők bombázták az elnöki palotát (Moneda-palota), Allende meghalt az ostrom közben.
Augusto Pinochet tábornok jobboldali rendszere került hatalomra. Kezdeti időszakát kirívó kegyetlenség, gyilkosságok sora jellemezte. Mintegy harmincezren kényszerültek emigrációba. A rezsim szabadpiaci gazdaságpolitikát folytatott, sikeresen. Idő múlásával lassan gyengültek a szólás- és gyülekezési szabadság gátjai.
Az ország a demokratikus parlamentáris rendszerre 1988-ban tért vissza. Azóta kereszténydemokrata és szocialista elnökök váltották egymást, mindig koalíciós kormány élén.

## Államszervezet és közigazgatás

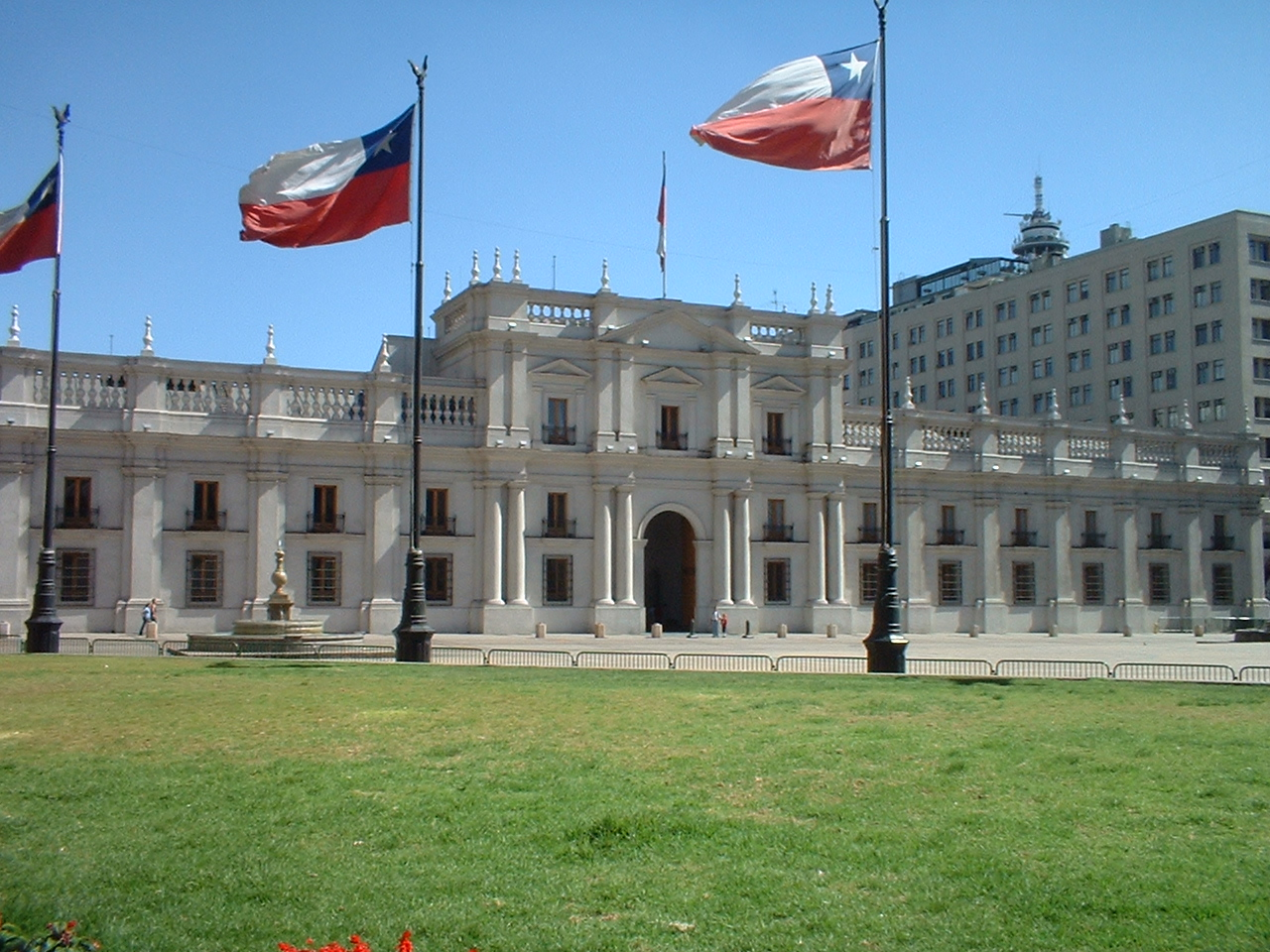
Az elnöki palota, Santiago de Chile

### Alkotmány, államforma
Chile elnöki rendszerű köztársaság.

### Törvényhozás, végrehajtás, igazságszolgáltatás
A törvényhozó hatalmat a Nemzeti Kongresszus képviseli, amelynek székhelye Valparaísóban van.
A kétkamarás kongresszusnak 43 fős szenátusa és 155 tagú képviselőháza van.
A végrehajtó hatalmat a köztársasági elnök tölti be, akit négyévente demokratikusan választanak meg.
Az igazságszolgáltatása a Legfelsőbb Bíróságból, a fellebbviteli bíróságokból és az elsőfokú bíróságokból áll.

### Közigazgatási beosztás

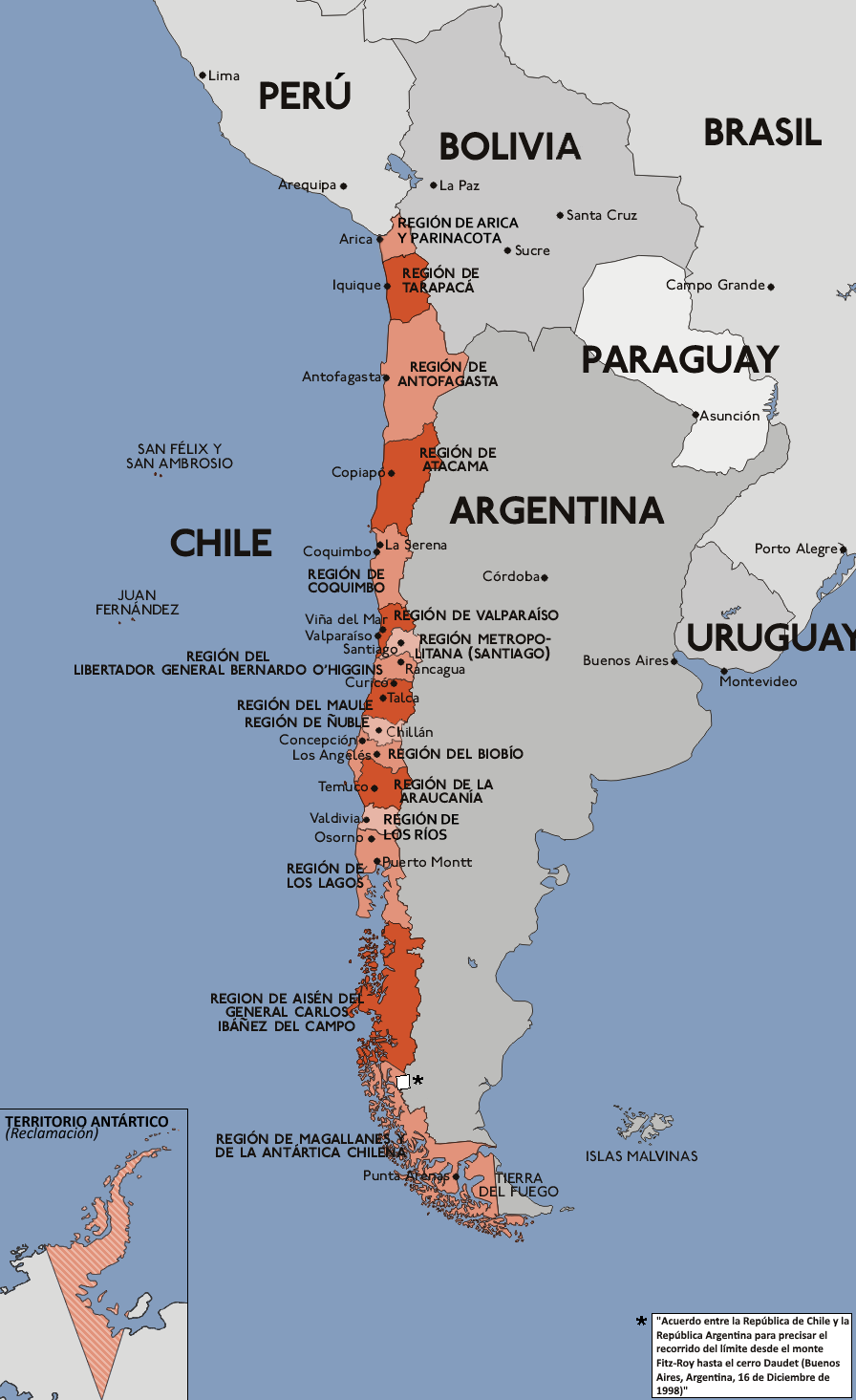

Az ország a következő 16 régióra oszlik (északról délre haladva):
- Arica és Parinacota régió (Región de Arica y Parinacota)
- Tarapacá régió (Región de Tarapacá)
- Antofagasta régió (Región de Antofagasta)
- Atacama régió (Región de Atacama)
- Coquimbo régió (Región de Coquimbo)
- Valparaíso régió (Región de Valparaíso)
- Santiago nagyvárosi régió (Región Metropolitana de Santiago)
- O’Higgins régió (Región del Libertador General Bernardo O'Higgins)
- Maule régió (Región del Maule)
- Ñuble régió (Región de Ñuble)
- Biobío régió (Región del Bío-Bío)
- Araucanía régió (Región de la Araucanía)
- Los Ríos régió (Región de Los Ríos)
- Los Lagos régió (Región de Los Lagos)
- Aysén régió (Región Aysén del General Carlos Ibáñez del Campo)
- Magellán-szoros és Chilei Antarktika régió (Región de Magallanes y de la Antártica Chilena)

A régiók élén az elnök által kinevezett intendáns áll. A régiók tartományokra (provincia(s)) oszlanak, a tartományi kormányzót is az elnök nevezi ki. A tartományok községekre (comuna(s)) oszlanak, amelyeket tanácsok (Consejo(s) Comunale(s)) irányítanak. A polgármestert és a tanácsnokokat a lakosok választják négyévente.

## Népesség

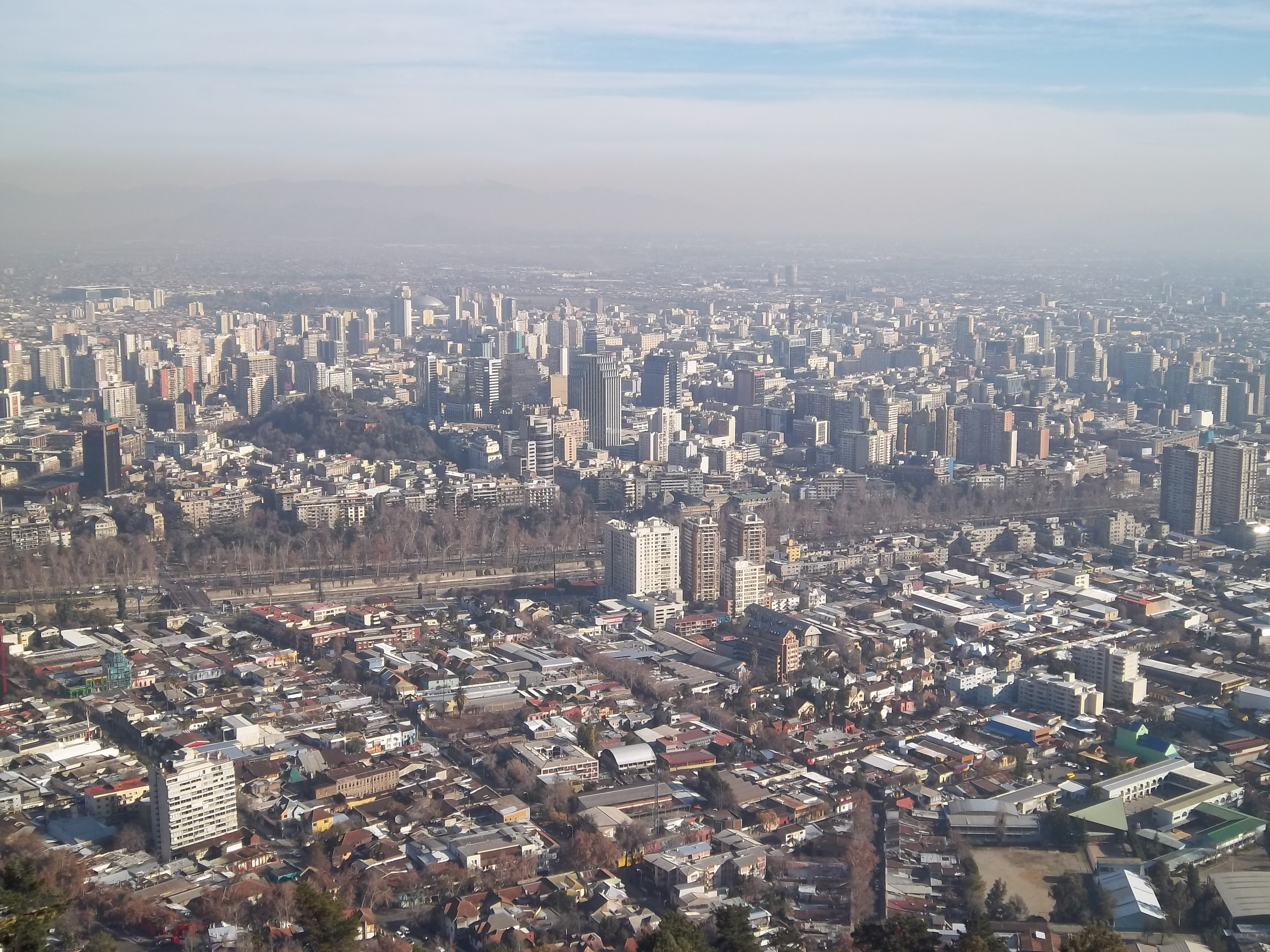
Santiago de Chile, a főváros

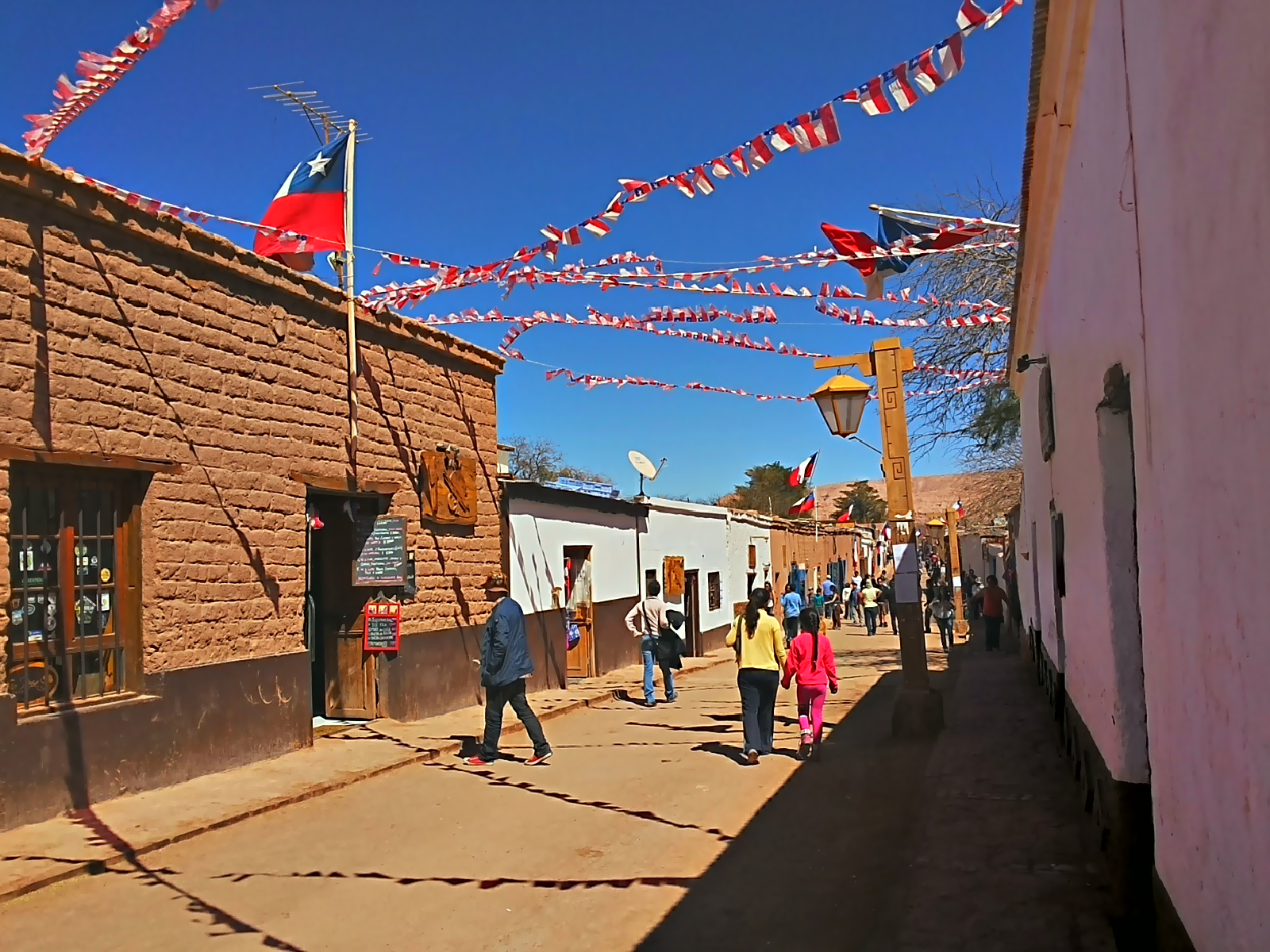
San Pedro de Atacama egy utcája

### Népességének változása
| Lakosok száma | 7 649 026 | 8 847 757 | 9 929 560 | 10 878 343 | 11 926 647 | 13 456 476 | 14 872 458 | 15 995 658 | 16 991 729 | 19 458 000 |
|               | 1960      | 1966      | 1972      | 1978       | 1984       | 1991       | 1997       | 2003       | 2009       | 2021       |

### Általános adatok
- Városi lakosság aránya: 86%.
- Születéskor várható élettartam: férfiaknál 73 év, nőknél 80 év.
- Népességnövekedés: 1,05%.
- Írástudatlanság: 3,8%.

### Etnikai megoszlás

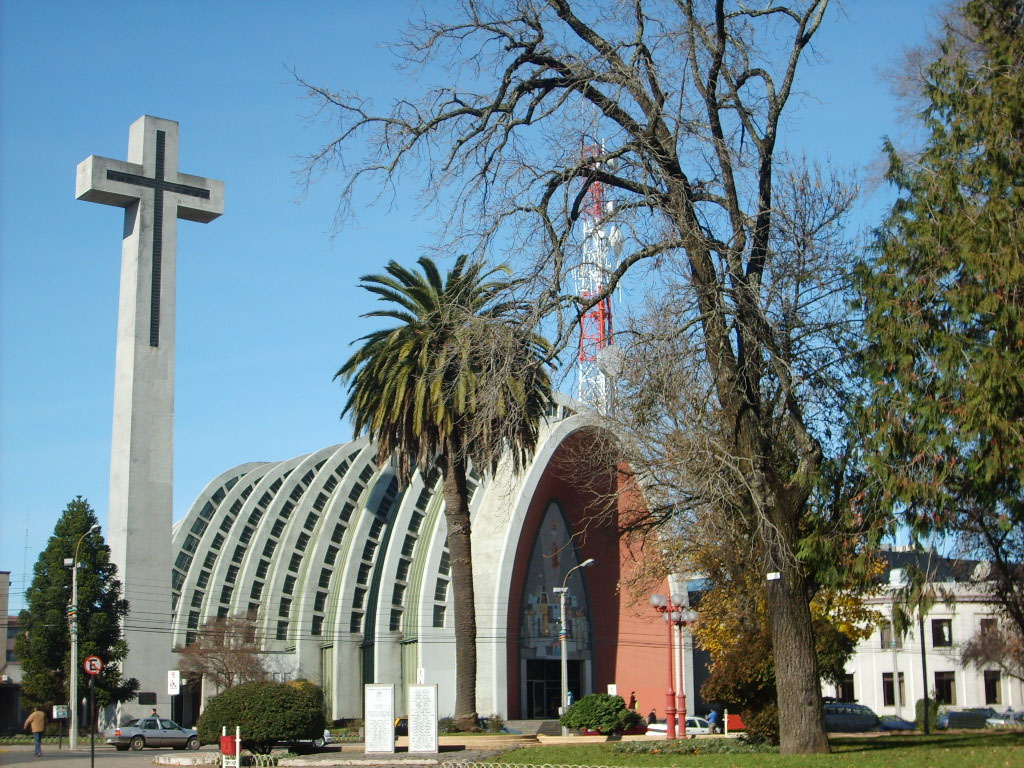
Chillán modern katedrálisa

A népességét négy csoportra osztják :
- őslakó araukán indiánok, akik főleg délen élnek
- spanyol–indián keveredésből származó meszticek
- a spanyolok leszármazottai
- az európai bevándorlók és leszármazottaik

A lakosság 95,4%-a európai eredetű fehér. A 4,6%-a pedig egyéb népcsoporthoz tartozik. Többségük a spanyol gyarmatosítók leszármazottja. Több európai országból is érkeztek bevándorlók, főleg olaszok. Ezenkívül németek vannak viszonylag jelentős számban, és magyar származásúak is élnek itt.

### Nyelvi megoszlás
Az országban a hivatalos nyelv a spanyol, és ez a legfőbb beszélt nyelv is.

### Vallási megoszlás
A lakosság 55%-a római katolikus, 9%-a protestáns, 24%-a névleges keresztény, 10%-a ősi vallások híve, 2%-a pedig egyéb vallású.

## Gazdaság

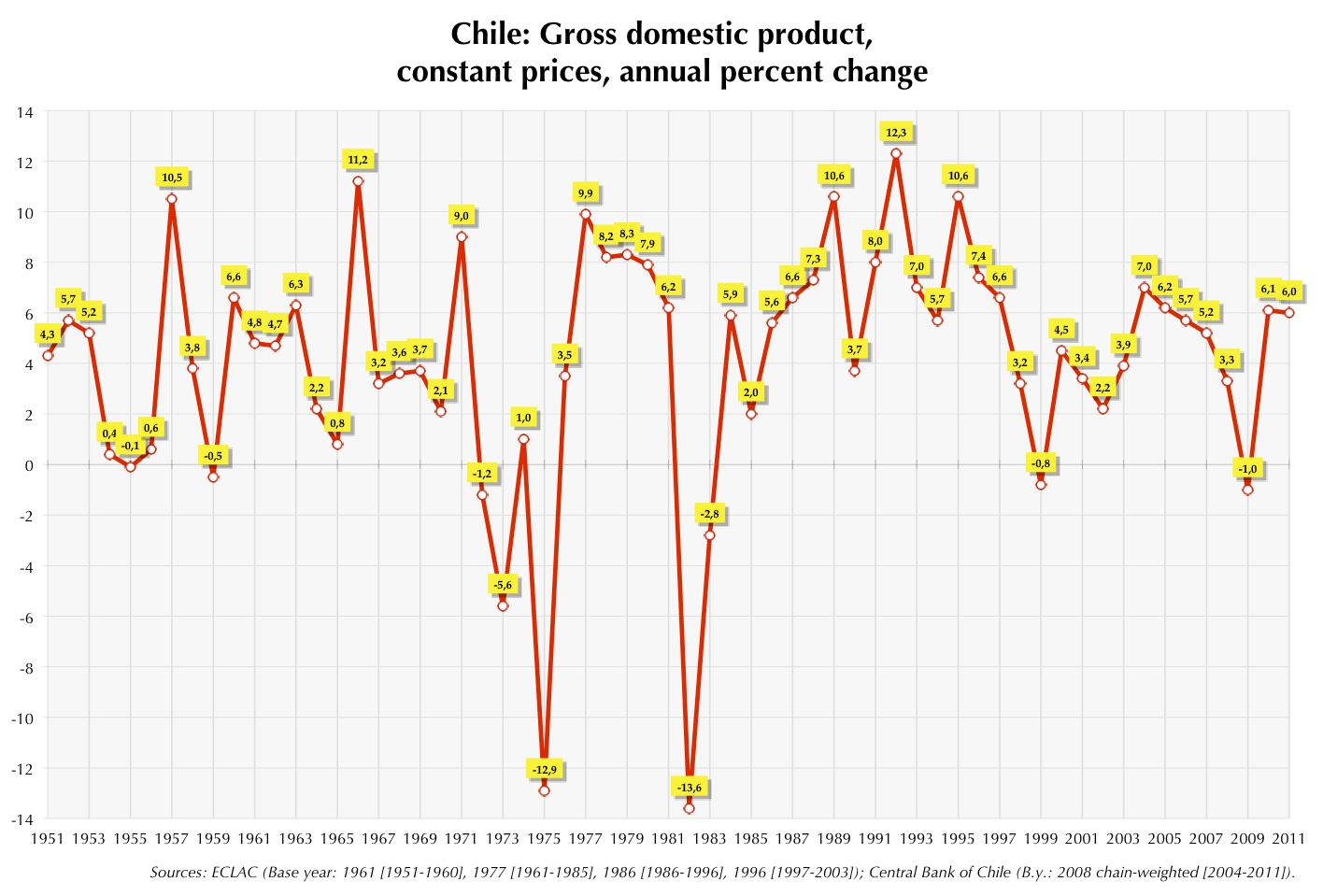
A chilei GDP-változás 1951 és 2011 között

### Általános adatok
- Gazdasága: ipari ország
- Hazai össztermék (GDP)/fő: 10 100 USD (2002)
- A nemzeti össztermék (GNP) megoszlása: mezőgazdaság 10%, ipar 34%, szolgáltatások: 56%
- Munkanélküliség: 9,2%
- Munkaerő: 5 900 000 fő
- Infláció: 2,5% (2002)

### Gazdasági ágazatok
- Mezőgazdaság, erdőgazdálkodás, halászat

A mezőgazdaság fő területe a Hosszanti-völgy (szőlő, alma, citrusfélék, füge, dió, búza)
Az állattenyésztést a takarmánytermesztésen alapuló szarvasmarha- és juhtenyésztés képviseli.
Jelentős a halászflottája.
Az ország középső részét három részre tagolják. Az északi, félig száraz terület az állattenyésztés földje. Délebbre az ország mezőgazdaságilag és iparilag legfejlettebb része fekszik, itt tömörül a chilei népesség nagy része is. Itt általában minden Közép-Európában ismert mezőgazdasági termény megterem. Jelentős még a cukornád- és gyümölcstermesztés. Fejlett a szőlőkultúra, és a kiváló chilei boroknak külföldön is széles piacuk van.
- Ipar

Chile gazdaságának igen fontos összetevője a bányászat. Kőolaj- és földgáz- mellett jelentős réz-, szén-, vasérc-, mangán-, arany- és ezüstlelőhelyek is vannak az ország területén. Mindezek közül a réz a legfontosabb.
További ágazatok: élelmiszeripar, halfeldolgozás, vas- és acélipar, faipar, közlekedési eszközök gyártása, cementgyártás, textilipar.
- Külkereskedelem
- Exporttermékek: vas, réz, élelmiszer és mezőgazdasági termékek, papír, cellulóz, vegyipari termékek.
- Importtermékek: nyersanyagok, közszükségleti cikkek, gépek és berendezések, üzemanyag.

Legfőbb kereskedelmi partnerek 2016-ban:
- Import:  Kína 24,3%,  USA 14,7%,  Brazília 9,3%,  Argentína 4,4%,  Franciaország 4,2%
- Export:  Kína 28,6%,  USA 14,1%,  Japán 8,6%,  Dél-Korea 6,9%,  Brazília 5%

## Közlekedés

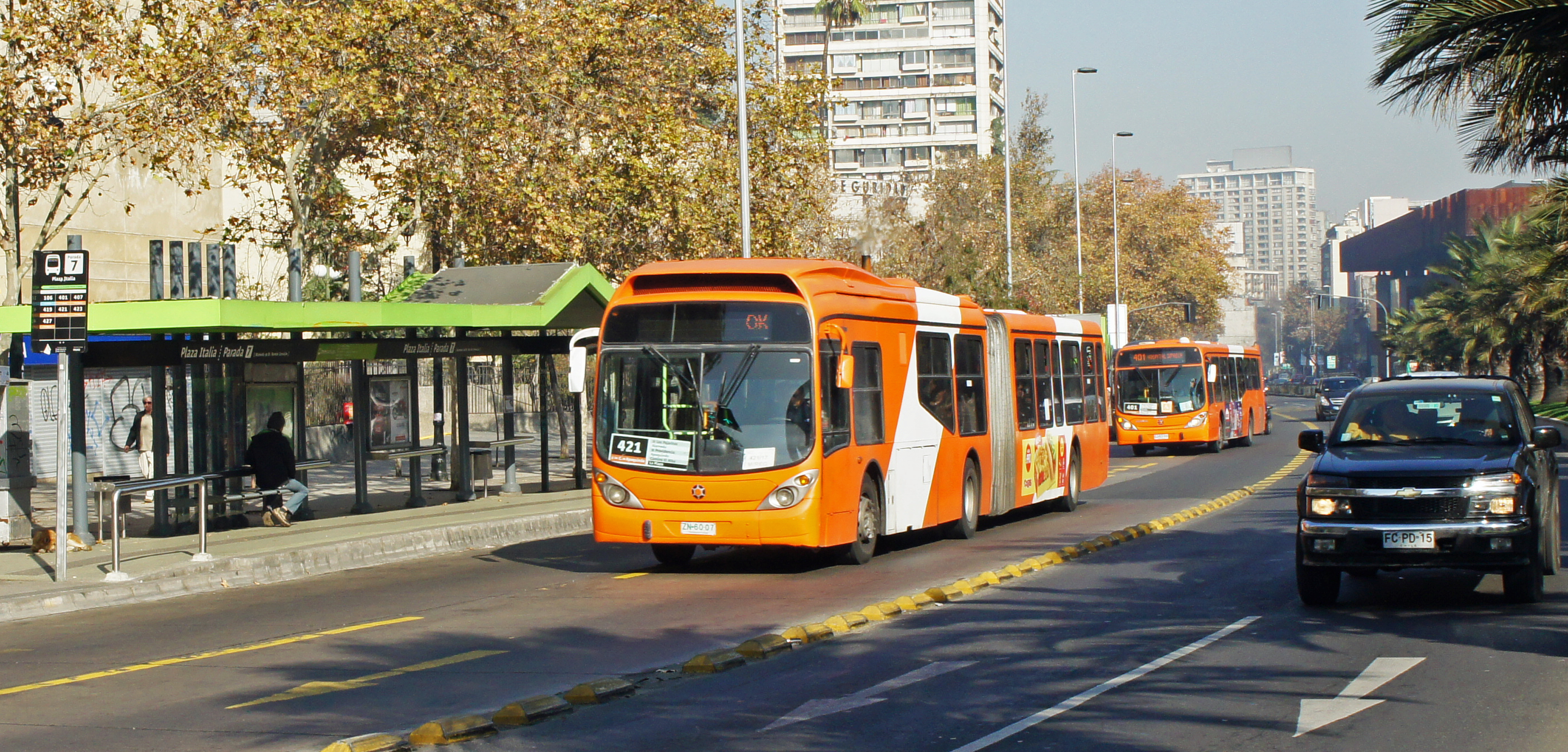
Santiagói utcakép a Transantiago autóbuszaival

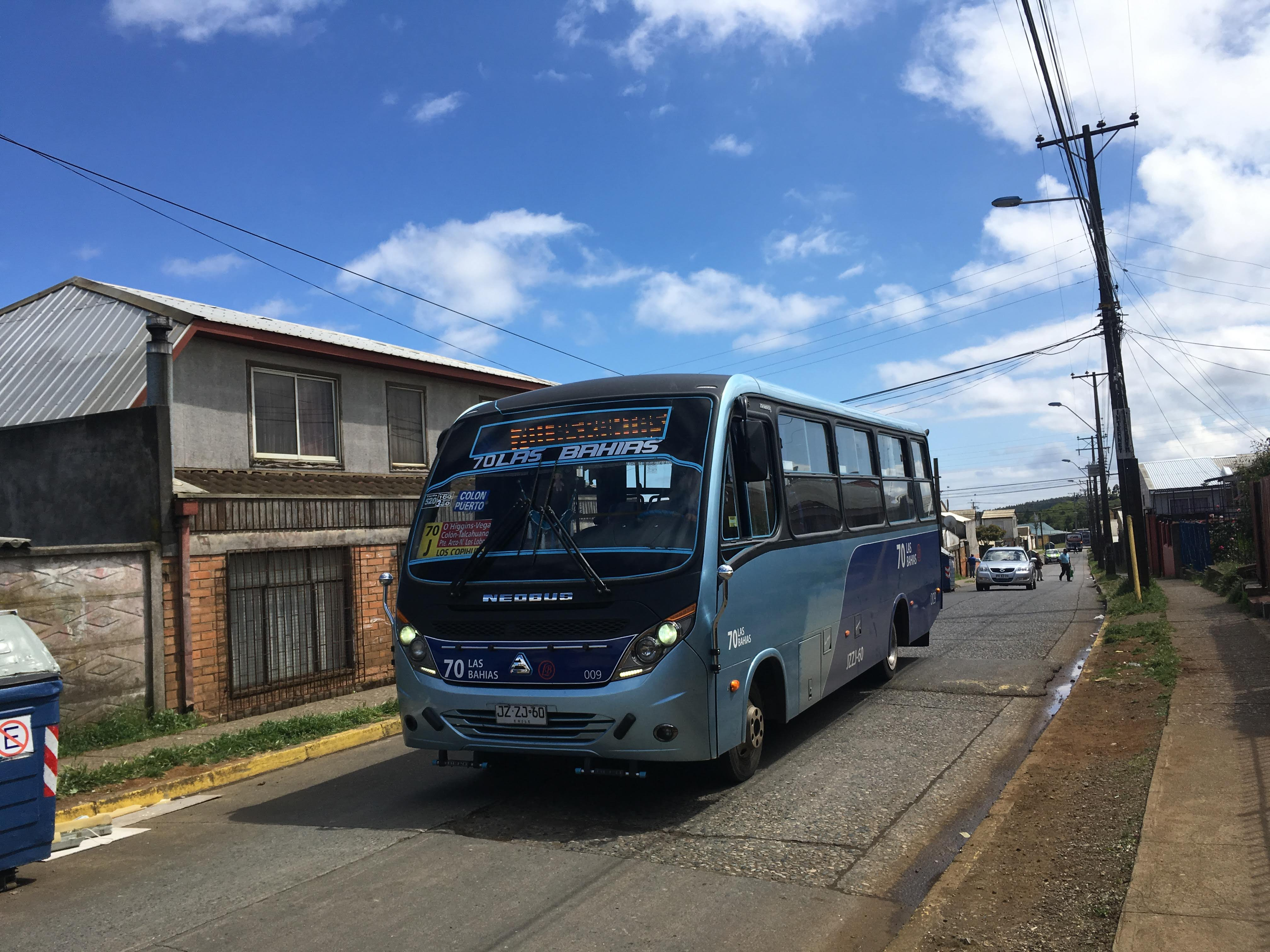
A 70-es busz Concepciónban

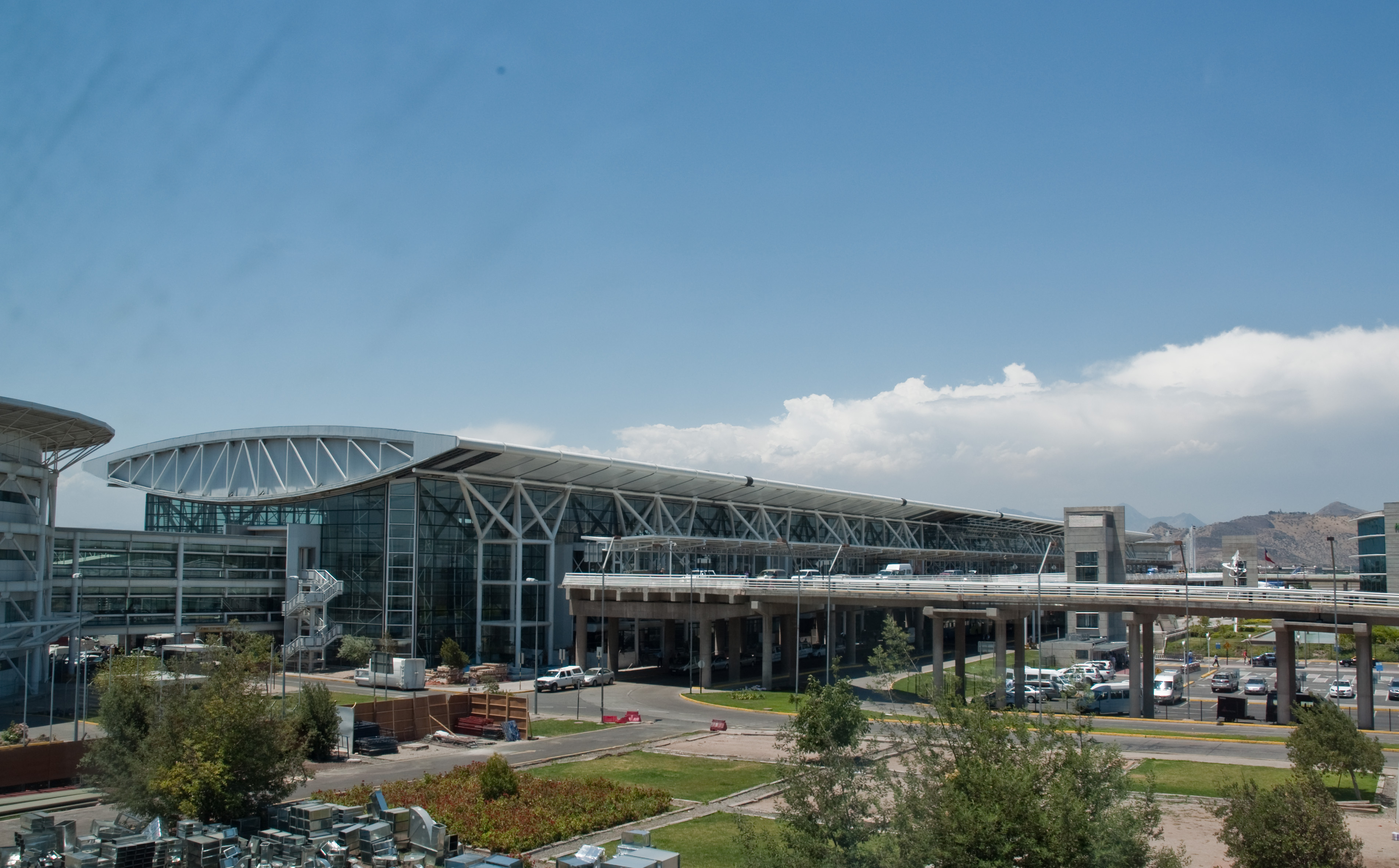
Az Arturo Merino Benítez nemzetközi repülőtér terminálja, Pudahuel

Chilében a szállítás többnyire közúton történik. Az ország messzi déli része közúton nem kapcsolódik közvetlenül Chile központji régiójához, és a ott a vízi szállítás is fontos szerepet játszik. A vasutak történelmileg fontosak voltak Chilében, ám manapság viszonylag kis szerepet játszanak az ország közlekedési rendszerében. Az ország földrajza és a nagyvárosok közötti nagy távolságok miatt a légi közlekedés is fontos.

### Közút
Közutak hossza: 79 800 km
A 2010-es években a buszok a távolsági személyszállítás fő eszközei Chilében.

### Vasút
- Vasútvonalak hossza: 6702 km

### Légi
- Repülőterek száma: 71

Az ország fő légi kapuja az Arturo Merino Benítez nemzetközi repülőtér Santiago mellett.

### Vízi
Kikötők száma: 11
Fő konténerkikötők : Valparaíso, San Antonio, Punta Arenas, Iquique, Arica.

## Telekommunikáció
| Hívójel prefix | CA-CE, XQ-XR, 3G |
| ITU zóna       | 14, 16           |
| CQ zóna        | 12               |

## Turizmus

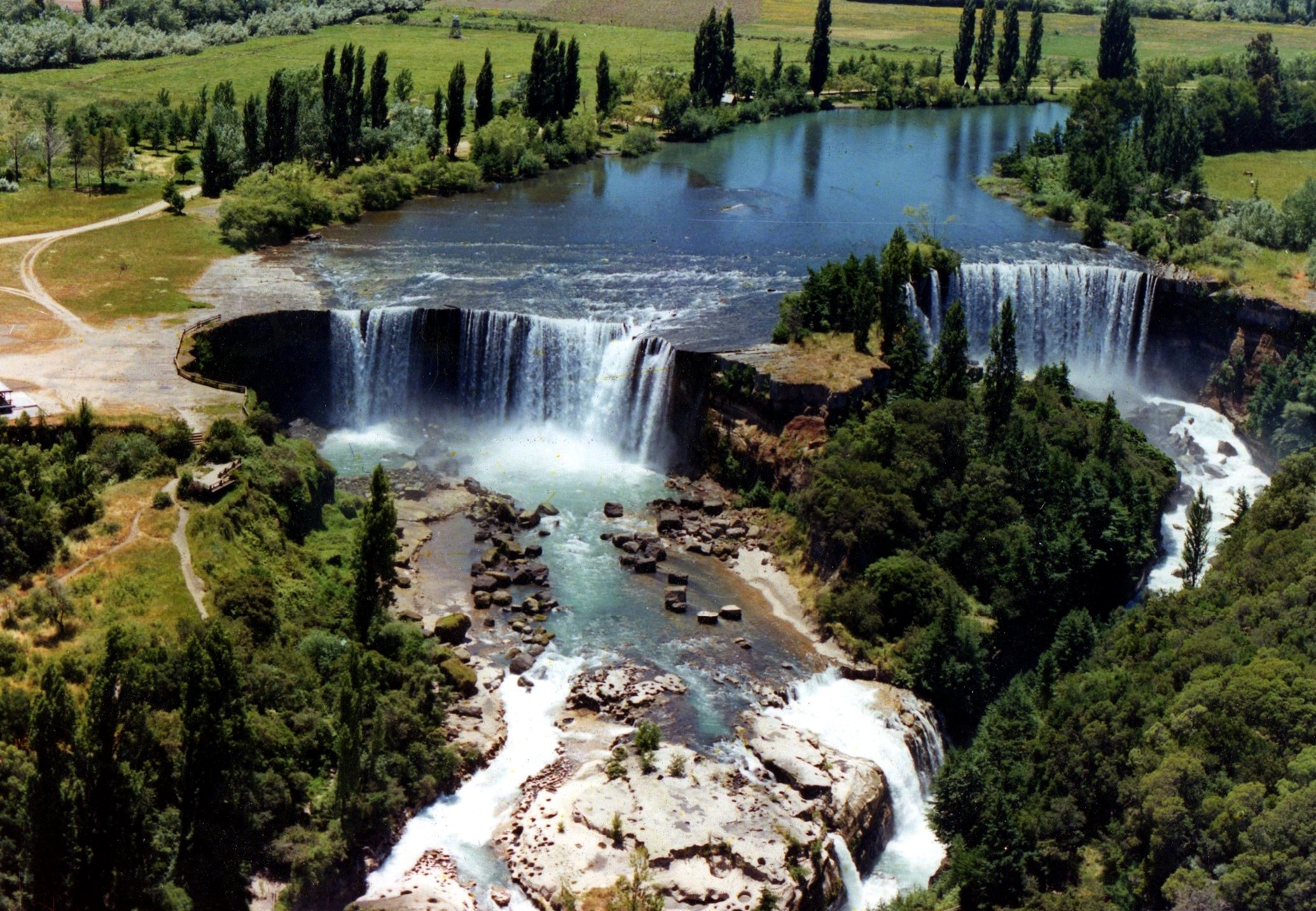
Salto del Laja

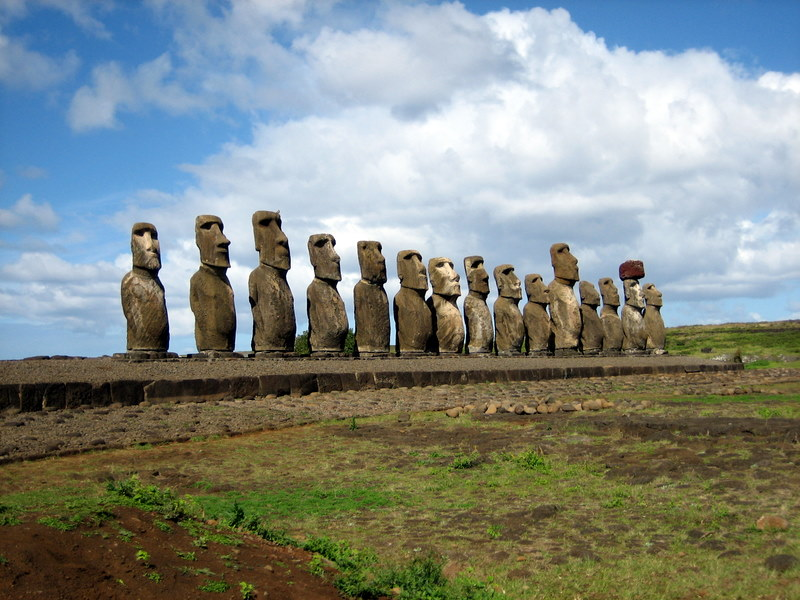
A Chiléhez tartozó húsvét-szigeti Moai

### Főbb látnivalók
- Norte Chico
- La Serena
- El Tatio, a világ harmadik legnagyobb gejzírmezője
- Santiago: Cerro San Cristóbal a város második legmagasabb pontja; csúcsán található egy katolikus szentély a 22 méter magas Szűz Mária szobrával.

Mercado Central, Plaza de Armas, Paseo Ahumada, Palacio de la Moneda, Museo de Santiago, Palacio de Bellas Artes.
- Viña del Mar: tengerparti üdülőhely, Nemzeti Botanikus Kert.

#### Chile nemzeti parkjai
- Torres del Paine Nemzeti Park

### Oltás
Javasolt oltás bizonyos területekre utazóknak:
- Hastífusz
- Hepatitis A (magas a fertőzésveszély)
- Hepatitis B (alacsony a fertőzésveszély)

Kötelező oltás, ha fertőzött országból érkezik/országon át utazik valaki:
- Sárgaláz

## Kultúra

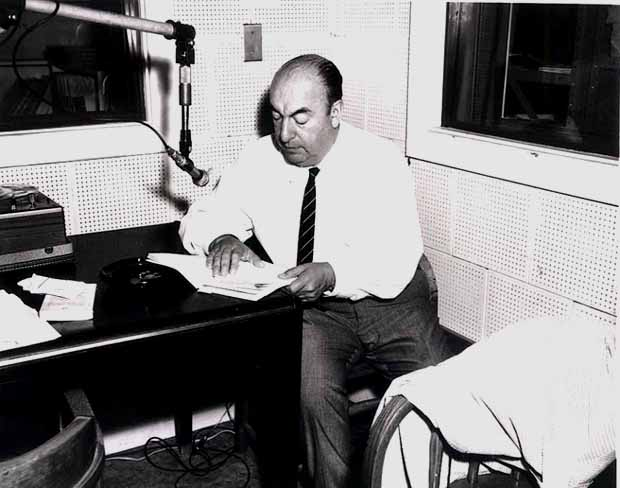
Pablo Neruda

### Kulturális örökség
Chile kulturális örökségén elsősorban a szellemi örökségét értjük. A szellemi öröksége a kultúra különböző területeiből tevődik össze (mint például a művészet, iparművészet, táncok, szokások, ünnepségek, gasztronómia, játékok, zene és hagyományok), másodsorban pedig a tárgyi örökségéből, amit Chile egész területén megtalálható építmények, tárgyak és helyszínek alkotnak. Ezek jellege lehet régészeti, építészeti, kézműipari és művészeti, néprajzi, néphagyományi, történelmi, vallási vagy technológiai.

Az 1972-es Egyesült Nemzetek Szervezete [link] által elfogadott, Chilében pedig 1980-ban jóváhagyott “A világ kulturális és természeti örökségének védelméről szóló” nemzetközi egyezménynek megfelelően eddig hat helyszín került fel a világörökség listára.
Ezen kívül a chilei “kínai tánc” (baile chino – rituális chilei tánc) is a szellemi kulturális örökségi egyezmény része.
1999-ben bevezették a chilei Kulturális Örökség Napját, ami egyben az Chile kulturális, régészeti, és történelmi örökségének elismeréseként szolgál az ország kulturális, régészeti és történelmi örökségének.

### Művészeti élete

#### Építészet
- Chiloé fatemplomai (Világörökség része)

### Nemzeti identitás és hagyományok
Chile eltérő földrajzi adottságainak köszönhetően, a kulturális jegyek is jelentősen eltérhetnek a különböző régiókban.
Az északi régiót a különböző kultúrák találkozása jellemzi, amelyben egyaránt megtalálhatók az Andok-hegységben élő őshonos népek, valamint a portugál, de elsősorban spanyol gyarmatosítók hatása is. Mindemellett még a vallási ünnepek és hagyományok is fontos szerepet kapnak a térségben, amelyek közül kiemelkedik a Diablada (Dél-Amerika egyik legnagyobb folklór rendezvénye).
Az ország középső részét elsősorban a chilei vidéki hagyományok, valamint a Huaso (cowboyhoz hasonlító chilei lovasok) néven ismert kultúra jellemzi, amely főként a Coquimbo és Biobío régiók közötti területre határolható. Mivel a chilei lakosság nagy része ezen a területen él, az ország kultúráját is hagyományosan ennek a területnek a kultúrájával azonosítják, amely leginkább a Fiestas Patrias (Chile legfontosabb nemzeti ünnepe) ünnepség alatt nyilvánul meg, amit minden évben szeptember közepén rendeznek meg.
Az ország déli részén, Araucanía tartományban, a Mapuche kultúra és hagyományai meghatározók, míg Valdivia, Osorno és Llanquihue tartományokban a német hatás került előtérbe. Ugyanakkor a Chiloé szigetcsoport területén kialakult egy saját hiedelem világgal rendelkező kultúra, amely az őslakos és a spanyol hitvallások keveréke.
Az ausztrál régió is saját identitással rendelkezik, amit a Chiloé szigetekről, Chile középső részéről, valamint a volt Jugoszláviából bevándorlók befolyásoltak. Ez a hatás a Magallanes régióban erőteljes regionalizmus formájában nyilvánul meg.
A Húsvét-sziget egyedülálló kultúrája a polinéz kultúra fejlődésének köszönhető, ugyanis ezen a szigeten évszázadokon keresztül elszigetelten éltek az emberek.

### Nemzeti jelképek
Chile számos hivatalos nemzeti jelképet tudhat a magáénak.
A chilei belügyminisztérium 1534/1967. számú, az ország nemzeti jelképeiről és használatuk szabályozásáról szóló rendelete egységesítette és rendszerezte a kérdésre vonatkozó különböző jogi és szabályozási normákat. Az I. törvénycikk értelmében Chile nemzeti jelképei a következők: a chilei köztársaság címere, a chilei nemzeti zászló, a kokárda és az elnöki lobogó. Továbbá, ugyanezen törvénycikk jóváhagyta az „Ésszel vagy Erővel” mottó az ország címerébe történő felvételét.
Ezt követően, a Chilei Köztársaság 1980. évi politikai alkotmányának 2. törvénycikke a nemzeti zászlót, a köztársasági címert, valamint a nemzeti himnuszt nemzeti jelképnek nyilvánította. A 22. törvénycikk értelmében pedig a köztársaság összes lakója köteles tisztelni hazáját, valamint annak nemzeti jelképeit. Az állambiztonsági törvény 6. törvénycikke többek között kimondja, hogy bűncselekményt követnek el a közrend ellen, akik nyilvánosan megszégyenítik az ország nevét, a nemzeti zászlót vagy a címert.
Ezeken kívül más nemzeti szimbólumokat is hivatalossá tettek különböző rendeleteken keresztül. 1977. február 24-e óta a chilei harangvirág, más néven a copihue Chile nemzeti virága. Chile nemzeti tánca 1979. november 6-a óta a cueca (chilei cueca). Az Észak-Chilében kinyerhető lazuritot Chile nemzeti kövének nyilvánították 1984. november 23-án, azonban 1993. november 22-e óta a combarbalitát, azaz a Combarbalá tartományban megtalálható féldrágakő díszkalonitot is Chile nemzeti ásványaként tartják számon. A felsoroltakon kívül megemlíthetjük még a chilei rodeót, amit 1962. január 10-től 2014. október 4-ig az ország nemzeti sportjaként tartottak számon, ekkor azonban felváltotta a rayuela, ami leginkább a patkódobáshoz hasonlítható. A rayuela nem csak nemzeti sport, de a nemzet kulturális és világörökségi szimbólumaként is számontartják.
A közhiedelemmel ellentétben az andoki kondorkeselyűt, a chilei villásszarvast és a délfenyőt nem sorolják a nemzeti jelképek közé, pedig mindhárom megtalálható az ország címerén, és kétségkívül Chile természeti kincsei közé tartoznak.

### Gasztronómia
A chilei konyha jellegzetesen több gasztronómiai hatás kombinációjából alakult ki: egyaránt hatott rá az őslakos falvak táplálkozása, a gyarmatosító Spanyolország gasztronómiája, valamint különböző európai konyhák is. A hagyományos chilei konyhában az egyes tartományok tápanyagait találhatjuk meg, tehát kukoricát, krumplit, paradicsomot, búzát, ezen kívül a különböző húsféléket (sertés, csirke, marha, bárány). A chilei konyha legfontosabb alapanyagai a tenger gyümölcsei, a marhahús, a friss gyümölcsök és a zöldségek. 

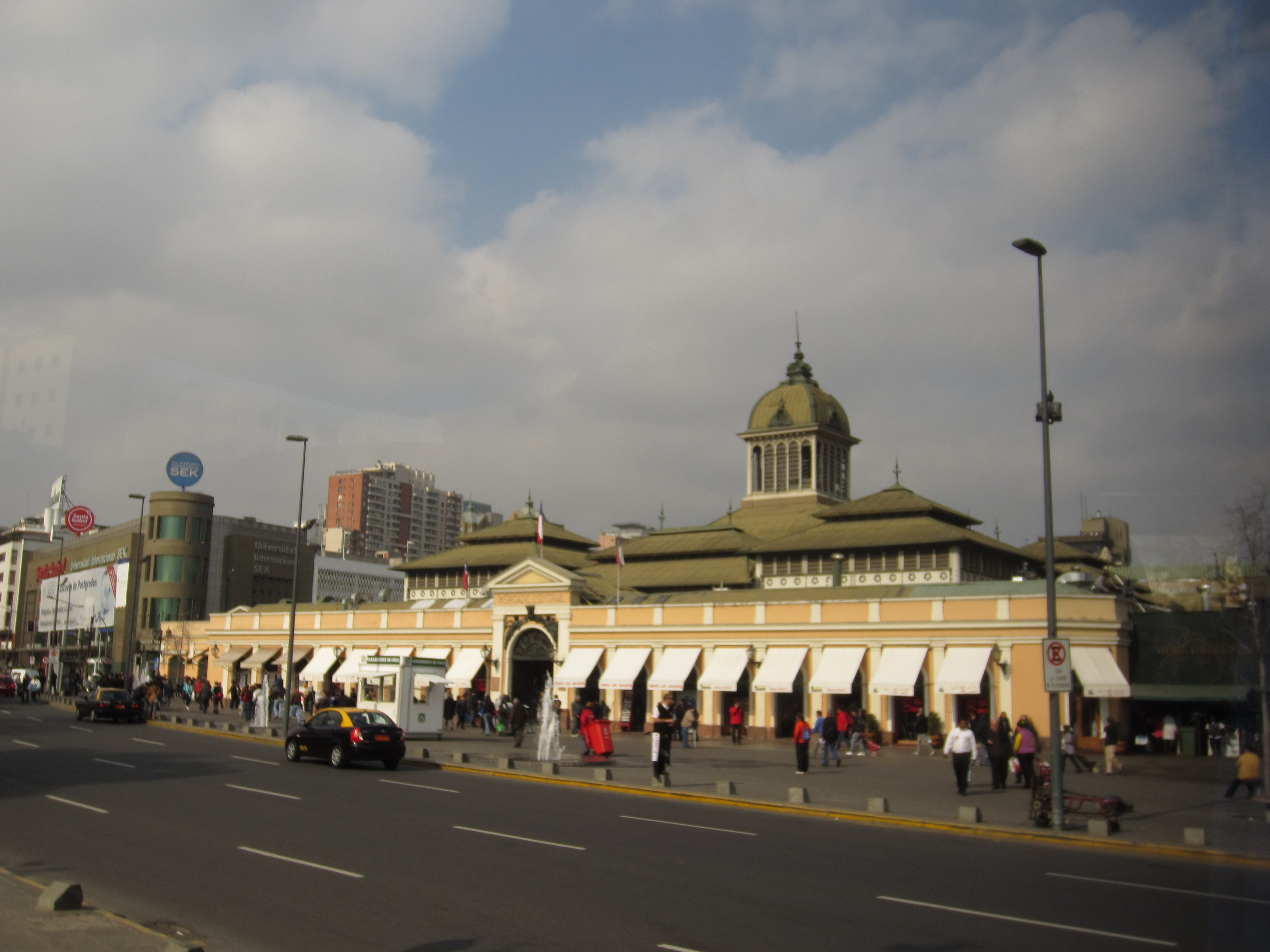
Santiago de Chile piaca (Mercado de Santiago)

A National Geographic Santiago de Chile piacát (Mercado Central de Santiago) a világ ötödik legjobb piacának nyilvánította. A piacot a chilei kulináris örökség részeként ismerik el. A Restaurant magazin által összeállított A Világ 50 Legjobb Étterme lista részeként 2016-ban 4 chilei étterem is helyet foglalt az 50 legjobb latin-amerikai étterem között, ezek közül egyet pedig a világ 50 legjobb étterme közé soroltak.

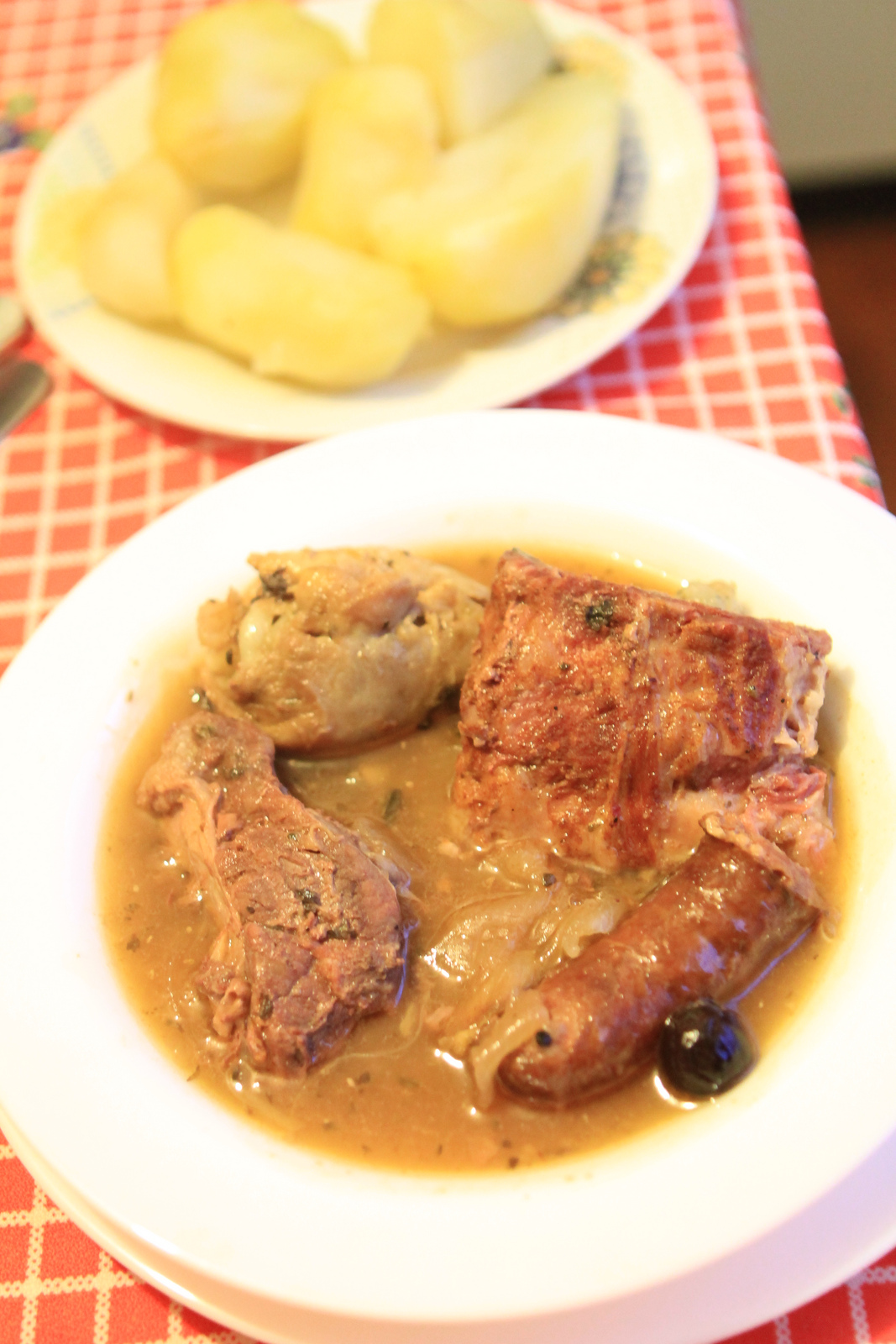
Estofado de San Juan

#### Ételek

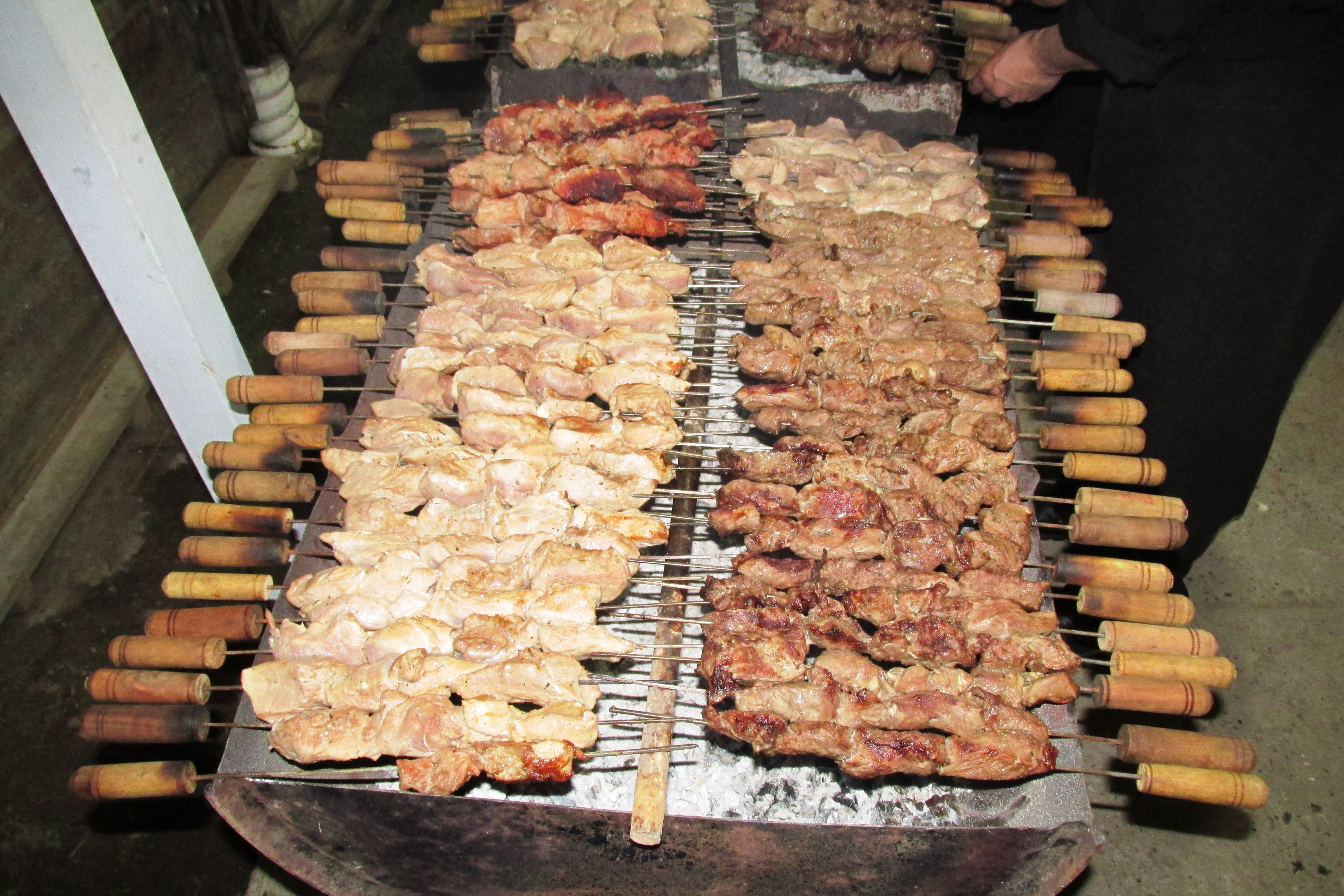
Anticuchos

A leghíresebb étel a lomo a lo pobre, amely egy óriási marhaszelet két tojással és sült hasábburgonyával a tetején. A parillada grillezett belsőségekből és véres hurkából áll. A curanto nevű híres ételt halszeletekből, csirkéből, bárányból, sertésből, marhából és burgonyából készítik.
Ezen kívül Chile hagyományos ételei közé soroljuk a következőket:
- Ajiaco (csirkés burgonyaleves)
- Anticuchos (kebabhoz hasonlító húsnyárs, főként marhaszívből
- Asados (inkább elkészítési módra utal, parázson grillezett húsféléket értenek alatta)
- Calapurca (búzából vagy kukoricából készített leves, különlegessége, hogy forró kövekkel tálalják, mely jellegzetes sült ízt ad neki)
- Cancato (paradicsommal, sajttal, hagymával, kolbásszal töltött sült hal)
- Carbonada (húst, zöldségeket és gyümölcsöt (szőlőt, körtét, barackot) tartalmazó pörkölt szerű étel)
- Cazuela [egytálétel, amely főként valamilyen húsból (csirke vagy marha leggyakrabban), sütötőkből és krumpliból tevődik össze]
- Chapalale (chilei kenyér, amelyet két összetevőből készítenek: krumpliből és lisztből)
- Charquicán (marharagu, régebben lámahúsból készítették)
- Curanto (inkább elkészítési módra utal, mint konkrét ételre; parázson izzított köveken, levelekkel bélelve és teljesen lefedve sülnek a    húsok)
- Empanadas de pino (darált marhahússal, hagymával, mazsolával, olívabogyóval és főtt tojással töltött empanada)
- Las humitas (fűszeres kukoricás keverék, párolt kukoricalevélbe töltve)
- El milcao (krumplis palacsinta)
- Paila marina (kagyló pörkölt)
- Pantruca (nokedliszerű tésztaétel)
- Pastel de chochlo (marha és kukoricaragu)
- Pastel de papa (krumplis és darált marhahúsos pite)
- Porotos granados (bab alapú pörkölt/főzelék)
- El pulmay (serpenyőben készült curanto)
- Tomaticán (hagyományos chilei pörköltféleség hússal, paradicsommal, hagymával és kukoricával).

Chile hagyományos desszertjei közé sorolható az alfajores nevű desszert (tejkaramella-krémes omlós keksz), az el manjare (házi tejkaramella-krém), valamint a mote con huesillo (frissítő alkoholmentes barackos ital).

#### Italok
A chilei borok nevezetesek. A vörösborok közül a legkiemelkedőbb a Cabernet Sauvignon, a Carménére, a Merlot, a fehérborok közül pedig a Chardonnay és a Sauvignon Blanc. Hagyományos nemzeti italok még a chicha és a chilei pisco (borpárlat).
A pisco sour brandyből, citromléből, tojásfehérjéből és porcukorból készült koktél.

## Ünnepek
2017-es nemzeti ünnepek:
| hónap      | nap         | név                                    | helyi név                                               | megjegyzés                                                                                 |
| ---------- | ----------- | -------------------------------------- | ------------------------------------------------------- | ------------------------------------------------------------------------------------------ |
| Január     | 1           | Újév                                   | Año Nuevo                                               |                                                                                            |
| Január     | 2           | Újév                                   | Año Nuevo                                               | Az Újév 2. napja                                                                           |
| Február    | nincs ünnep | nincs ünnep                            | nincs ünnep                                             | nincs ünnep                                                                                |
| Március    | nincs ünnep | nincs ünnep                            | nincs ünnep                                             | nincs ünnep                                                                                |
| Április    | 14          | Nagypéntek                             | Viernes Santo                                           |                                                                                            |
| Április    | 15          | Nagyszombat                            | Sábado Santo                                            |                                                                                            |
| Április    | 19          |                                        | Censo abreviado 2017                                    |                                                                                            |
| Május      | 1           | A munka ünnepe                         | Día del Trabajo                                         |                                                                                            |
| Május      | 21          | Haditengerészeti nap                   | Día de las Glorias Navales                              | Megemlékezés az Iquique-i csatáról                                                         |
| Június     | 7           | Arica-i csata emléknapja               | Asalto y Toma del Morro de Arica                        | Helyi ünnep                                                                                |
| Június     | 26          | Szt. Péter és Pál ünnepe               | San Pedro y San Pablo                                   |                                                                                            |
| Július     | 2           |                                        | Elecciones primarias presidenciales y congresistas      |                                                                                            |
| Július     | 16          | Karmel-hegyi miasszonyunk              | Virgen del Carmen                                       | 2007-től ünnepelve, az Úrnapja helyett.                                                    |
| Augusztus  | 10          | Szent Lőrinc                           | San Lorenzo de Tarapacá                                 | Helyi ünnep                                                                                |
| Augusztus  | 10          | Nemzeti Bányásznap                     | Día del Minero                                          | Helyi ünnep                                                                                |
| Augusztus  | 15          | Nagyboldogasszony                      | Asunción de la Virgen                                   |                                                                                            |
| Augusztus  | 20          | Bernardo O'Higgins születésének ünnepe | Nacimiento del Prócer de la Independencia               | Helyi ünnep - A felszabadító születése                                                     |
| Szeptember | 18          | Nemzeti ünnep                          | Fiestas Patrias                                         | a függetlenség napja - 1810                                                                |
| Szeptember | 19          | A Hadsereg Napja                       | Día de las Glorias del Ejército                         |                                                                                            |
| Október    | 9           | Kolumbusz-nap                          | Día del Descubrimiento de Dos Mundos                    | Közismert neve Día de la Raza vagy korábbi neve Aniversario del Descubrimiento de América. |
| Október    | 27          | A reformáció napja                     | Día Nacional de las Iglesias Evangélicas y Protestantes | 2008-tól ünnepelve.                                                                        |
| November   | 1           | Mindenszentek                          | Día de Todos los Santos                                 |                                                                                            |
| November   | 19          |                                        | Elecciones presidencial, congresistas y regionales      | 2017-es választási ünnep                                                                   |
| December   | 8           | Szeplőtelen fogantatás ünnepe          | Inmaculada Concepción                                   |                                                                                            |
| December   | 17          |                                        | Segunda vuelta de la elección presidencial              | 2017-es választási ünnep                                                                   |
| December   | 25          | Karácsony                              | Navidad / Natividad del Señor                           |                                                                                            |

## Sport

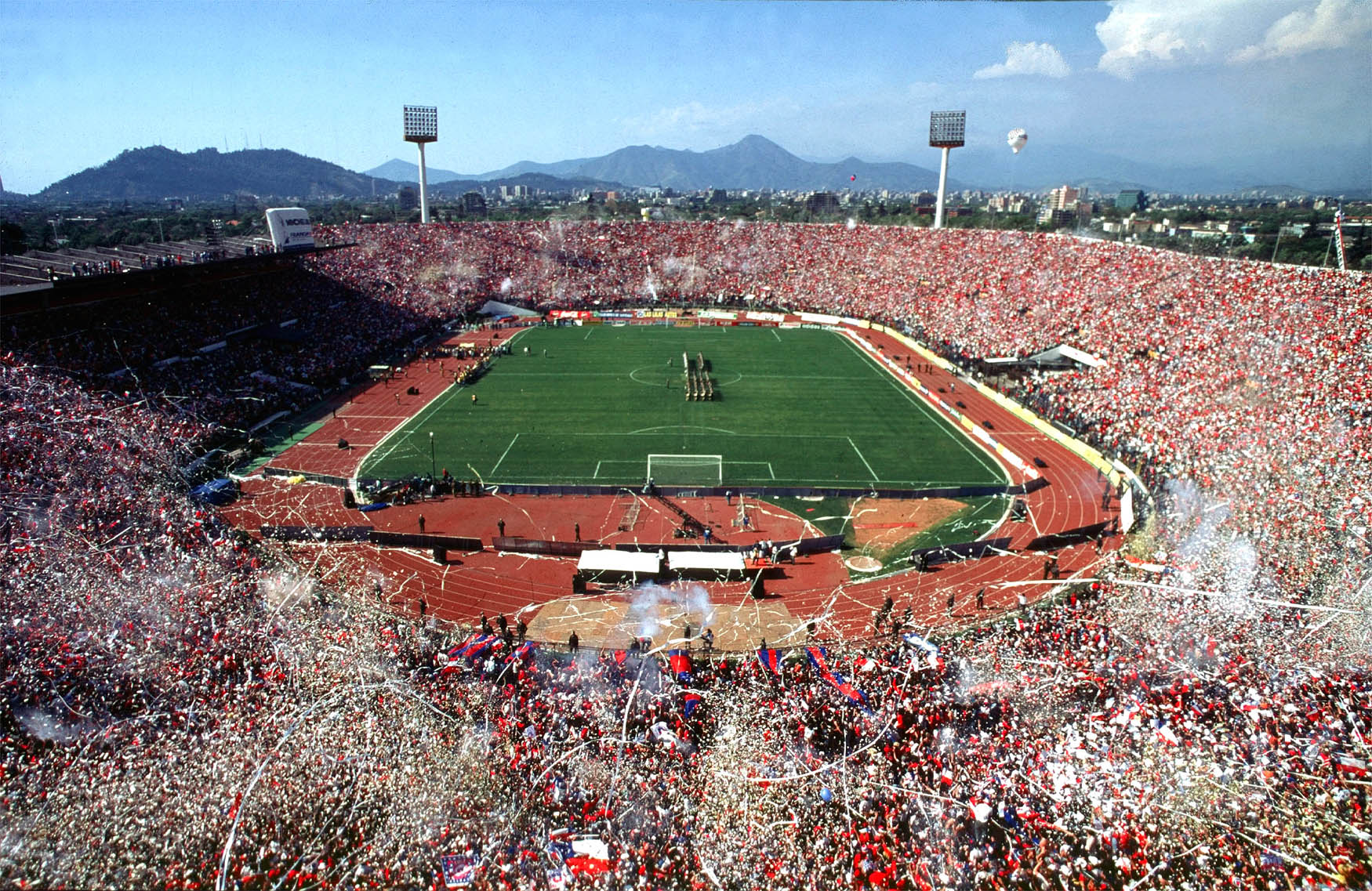
A Nemzeti Stadion, Santiago

### Olimpia
Az olimpiai játékok során kétszer hangzott fel eddig a chilei himnusz, mindkettő az athéni játékokon, 2004-ben. A legeredményesebb sportág a tenisz.
- Aranyérmesek:
  - Nicolás Massú férfi egyes (tenisz)
  - Fernando González & Nicolás Massú férfi páros (tenisz)

Bővebben: Chile az olimpiai játékokon

### Labdarúgás
A chilei labdarúgó-válogatott igen eredményes. Többször is álltak dobogón a bajnokságok során, de eddig még nem nyertek világbajnoki címet.

#### Világbajnokság
- Bronzérem: 1962

#### Copa América kupa
- Aranyérem: 2015, 2016
- Ezüstérem: 1955, 1956, 1979, 1987
- Bronzérem: 1926, 1941, 1945, 1967, 1991

#### Pánamerikai játékok
- Ezüstérem: 1987
- Bronzérem: 1951, 1963

## Fordítás
- Ez a szócikk részben vagy egészben  a   Chile című spanyol Wikipédia-szócikk ezen változatának fordításán alapul.  Az eredeti cikk szerkesztőit annak laptörténete sorolja fel. Ez a jelzés csupán a megfogalmazás eredetét és a szerzői jogokat jelzi, nem szolgál a cikkben szereplő információk forrásmegjelöléseként.